# Honda în Formula 1
Producătorul japonez de automobile Honda a participat în Campionatul Mondial de Formula 1 în calitate de echipă de curse și producător de motoare, pentru diferite perioade începând cu 1964. Implicarea lui Honda în Formula 1 a început sub forma unei echipe complete de curse în sezonul 1964, în 1965 obținând prima lor victorie la Marele Premiu al Mexicului. După un succes suplimentar minor cu John Surtees, Honda s-a retras la sfârșitul sezonului 1968 din cauza dificultăților de vânzare a mașinilor rutiere în Statele Unite și a accidentului mortal al propriului pilot Jo Schlesser.
Honda a revenit în 1983 ca producător de motoare, pornind o perioadă de mare succes pentru companie. După ce a câștigat curse în 1984 și 1985, Honda și-a adjudecat în fiecare an Campionatul Constructorilor între 1986 și 1991 cu Williams și McLaren, precum și Campionatul Piloților în fiecare an din 1987 până în 1991 cu Nelson Piquet, Ayrton Senna și Alain Prost. Honda s-a retras la sfârșitul anului 1992 după ce și-a atins obiectivele și a suferit din cauza izbucnirii bulei prețurilor activelor din Japonia⁠(en)[traduceți].
Honda a revenit din nou în Formula 1 în 2000, furnizând motoare pentru British American Racing (BAR). BAR-Honda a terminat pe locul al doilea în Campionatul Constructorilor în 2004, iar până la sfârșitul anului 2005, Honda a cumpărat echipa BAR, care a fost redenumită drept Honda Racing F1 Team pentru 2006. După ce reușit o victorie în 2006 cu Jenson Button la Marele Premiu al Ungariei, Honda a anunțat în decembrie 2008, că vor părăsi Formula 1 cu efect imediat din cauza crizei financiare globale, după un succes mediocru în 2007 și 2008.
În 2015, Honda a revenit în acest sport ca furnizor de unități de putere pentru McLaren. Primele iterații ale motoarelor Honda s-au dovedit a fi necompetitive, iar McLaren și Honda s-au despărțit după trei ani. Toro Rosso a fost de acord să folosească motoarele Honda pentru sezonul 2018, și după ce Honda a demonstrat o dezvoltare rapidă cu motoarele, Red Bull Racing a fost de acord să preia și ea motoarele japoneze pentru sezonul 2019. Honda a obținut prima victorie a erei hibride la Marele Premiu al Austriei din 2019, iar apoi au urmat numeroase victorii cu ambele echipe. Parteneriatul a culminat în sezonul 2021, atunci când Max Verstappen, pilotul Red Bull Racing-Honda, a câștigat Campionatul Mondial. Compania s-a retras oficial din serie după 2021 pentru a-și concentra resursele pe tehnologii neutre din carbon, deși s-a făcut un aranjament ca aceștia să continue să furnizeze motoare echipelor deținute de Red Bull, Red Bull Racing și AlphaTauri, până la sfârșitul anului 2025. Honda a anunțat ulterior că va reveni la scară largă în 2026, cu Aston Martin ca partener de lucru, atrași de introducerea unor reglementări mai sustenabile.
În calitate de furnizor de motoare, Honda a câștigat șase Campionate Mondiale de Constructori, șase Campionate Mondiale de Piloți și peste 80 de Mari Premii, ocupând locul cinci în istoria Formulei 1. Pe lângă succesul lor ca producător de motoare, cele trei victorii ale lor în cursele de Mare Premiu în calitate de echipă de curse îi fac singura echipă japoneză sau asiatică care a câștigat un Mare Premiu de Formula 1.

## Honda ca echipă de curse

### Prima echipă japoneză din Formula 1 (1964-1968)

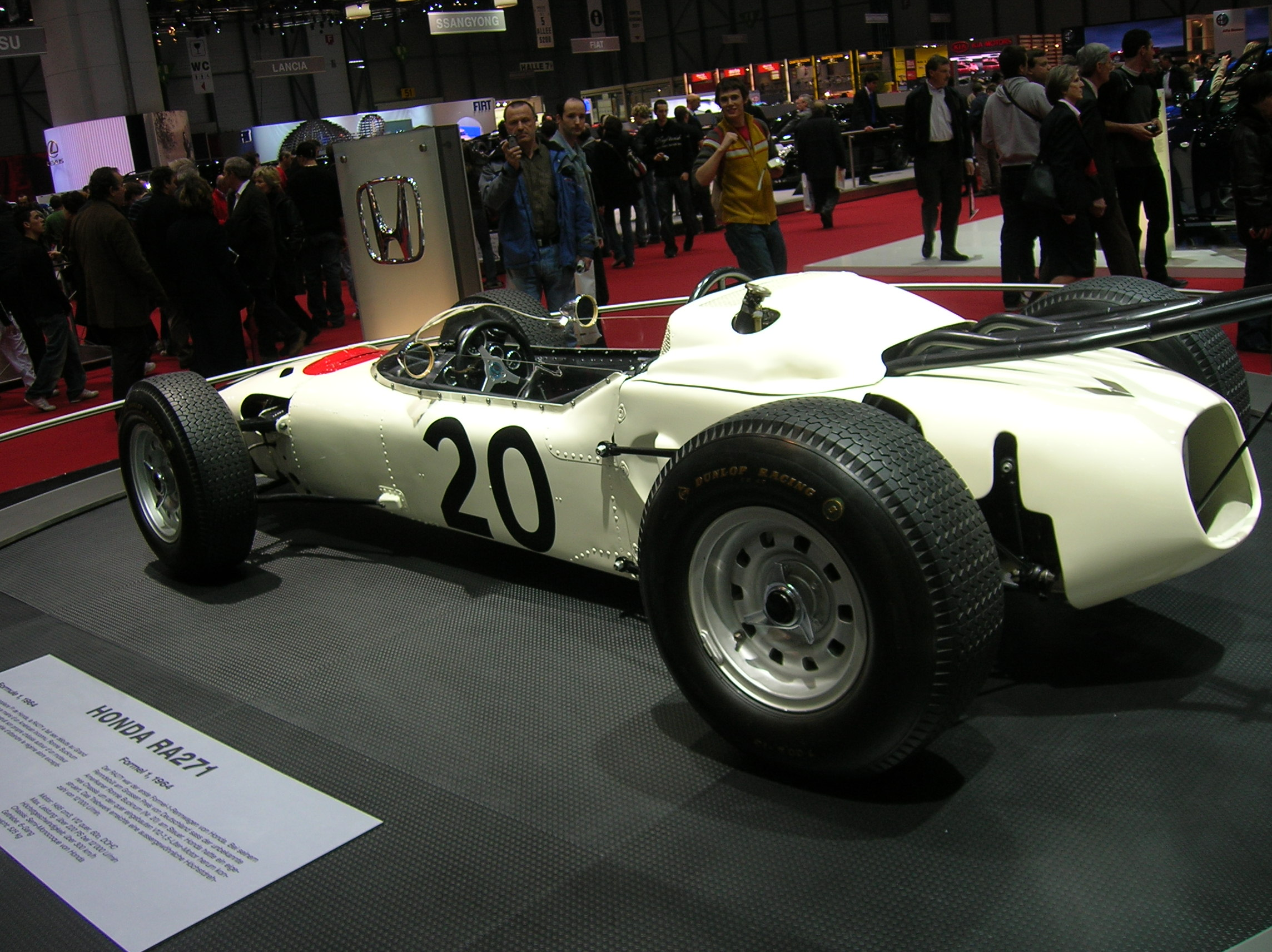
RA271, prima maşină de Formula 1 construită de Honda

Primul proiect Honda care prevedea participarea în campionatul mondial de Formula 1 a fost demarat in 1963 odată cu concepția motorului RA270E, un V12 aspirat de 1.500 cmc la care s-a alăturat un șasiu tubular construit din oțel. Inițial, șasiul a fost construit doar pentru testarea motorului, deoarece Honda dorea o prezență în Formula 1 doar în calitate de furnizor de motoare, încheind astfel un contract cu Lotus, cea mai in formă echipă a momentului respectiv.
Când, în februarie 1964, Lotus a renunțat la contractul cu Honda, pentru japonezi era clar că doar printr-o echipă proprie puteau accede în cursele de Mare Premiu. Debutul a avut loc pe celebrul circuit de 22 kilometri de la Nürburgring, în Marele Premiu al Germaniei în august 1964. La volanul primei mașini Honda de Formula 1 era Ronnie Bucknum, un american necunoscut în cursele auto europene. Cu ocazia cursei din Germania, Honda devenea și primul constructor de Formula 1 care decide să monteze motorul transversal, în partea din spate a șasiului. În cursă, Bucknum a avut o evoluție foarte bună, rulând tot timpul in primii zece piloți, până în momentul abandonului cauzat de problemele la suspensii. A doua cursă a fost cea de la Monza pe un circuit foarte rapid, unde motorul Honda, foarte puternic, a oferit performanță maximă. În ciuda lipsei de experiență a pilotului și a echipei, monopostul rula pe locul al cincilea în momentul abandonului cauzat de supraîncălzirea motorului și de defecțiuni la sistemul de frânare. Ultima reprezentație a anului a fost chiar Marele Premiu al Statelor Unite, dar Honda nu a făcut decât să consemneze un nou abandon.
Honda pregătea deja motorul RA271E pentru sezonul 1965, fiind o evoluție foarte avansată a propulsorului folosit în anul precedent. Honda a mizat pe cartea cailor putere, astfel că RA271 dezvolta 230 CP, o putere cu zece procente mai mare decât a oricărui alt motor din campionatul acelor vremuri. În plus, echipa l-a cooptat pe Richie Ginther, un pilot mult mai experimentat, în cel de-al doilea monopost. Cuplul Ginther-Bucknum devine astfel singurul cuplu american care a concurat vreodată în intrecerile de Formula 1. 

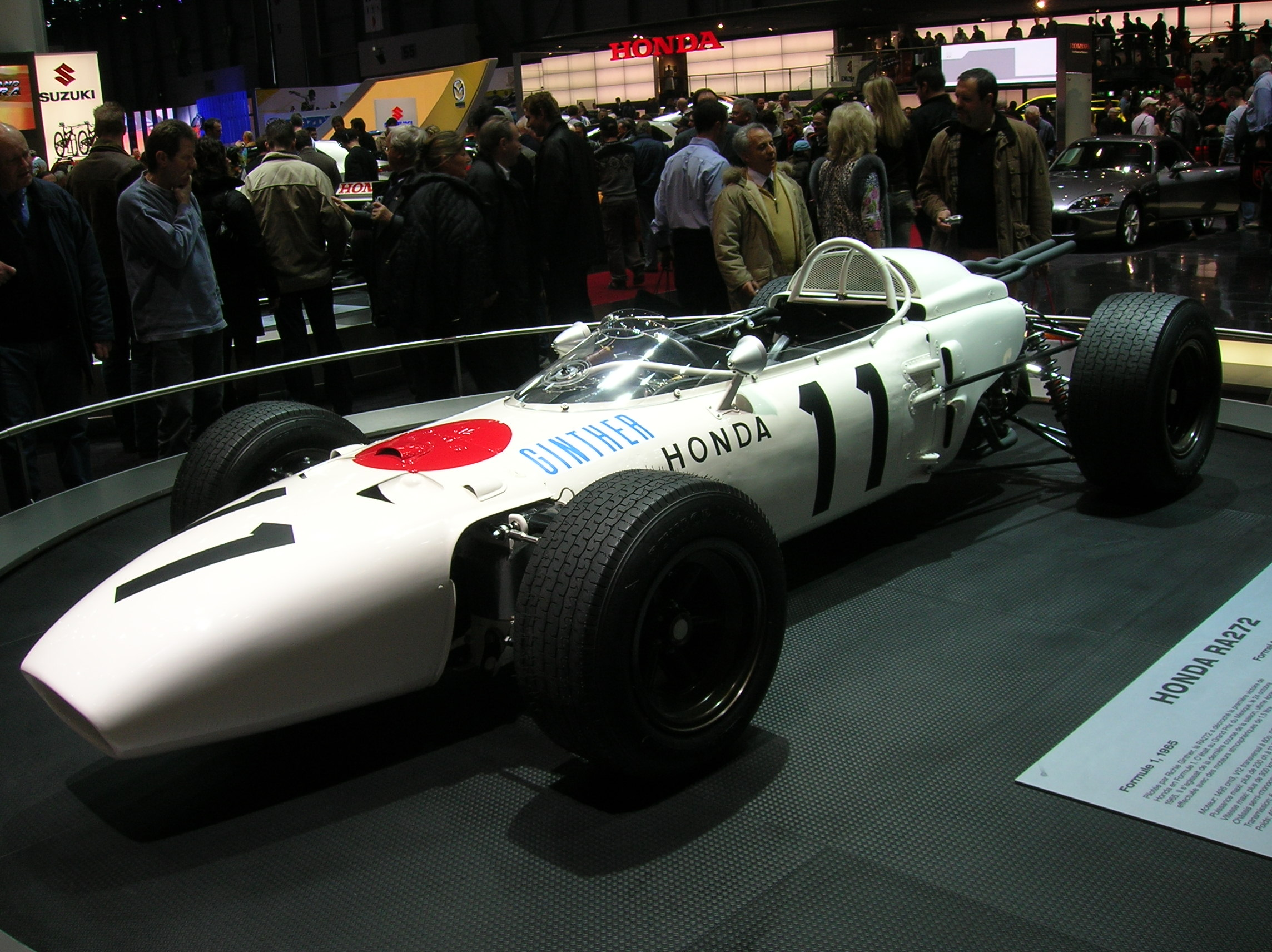
RA272, prima maşină cu care Honda s-a impus în Formula 1

Pe pistă, lucrurile deveneau din ce în ce mai pozitive: Ginther a adus primul punct pentru Honda, odată cu clasarea pe locul al șaselea din Marele Premiu al Belgiei, iar în cursele din Marea Britanie si Țările de Jos s-a aflat la conducere. Totul avea să culmineze odată cu victoria lui Ginther din Marele Premiu al Mexicului, ultima cursă a sezonului 1965, Bucknum clasându-se și el în puncte, pe locul cinci.
FIA a decis să schimbe la finalul anului regulamentul tehnic, punând capăt motoarelor de 1.500 cmc și dublând capacitatea propulsoarelor. Pentru Honda avea să înceapă astfel o noua aventură. După ce s-a luat în discuție producerea a două tipuri de motoare, un V12 și un V16, în cele din urmă s-a mers pe varianta V12, cea care avea să se dovedească în final mult mai bună și cu un potențial mai ridicat. Rezultatele obținute în 1966 au fost și ele promițătoare. Cea mai buna performanța a anului a fost obținută de Ginther, locul secund de la Monza, grație motorului său care era foarte puternic.
În 1967, Honda decide să participe din nou cu un singur monopost, de această dată sarcina pilotajului revenindu-i lui John Surtess, campionul din 1964. Honda a fost din nou foarte competitivă la Monza, acolo unde Surtess a caștigat cu un avans de doar două zecimi de secundă în fața lui Jim Clark și Jack Brabham, după una dintre cele mai frumoase bătălii din istoria competiției. Rezultatele din 1967 au fost cele mai bune obținute de Honda în prima lor perioadă în Formula 1, la finalul sezonului clasându-se pe locul al patrulea în campionatul constructorilor în ciuda faptului că a rulat doar un singur monopost.
Pentru 1968, echipa a continuat alături de Surtess. Honda venea cu propulsorul RA301, unul și mai puternic decât cel anterior, dorind să câștige cât mai multe curse. Ruperea suspensiei avea să îl facă pe Surtess să piardă victoria din Belgia în ultimele tururi ale cursei. Deși în vara lui 1968 inginerii Honda au demarat deja lucrul pentru noul motor ce urma să fie folosit în 1969, un V8, conducerea firmei a anunțat părăsirea temporară a curselor de Formula 1, considerând că deja și-au facut un nume între constructorii de automobile, dorind să aloce toate resursele disponibile pentru alte provocări.

### Honda Racing F1 Team (2006-2008)

Sigla folosită de Honda din până în.

În septembrie 2005, Honda a cumpărat restul de 55% din acțiunile echipei British American Racing pentru a deveni unicul proprietar. BAT a continuat ca sponsor principal cu marca Lucky Strike în 2006, dar s-a retras din Formula 1 pentru 2007 din cauza interzicerii publicității pentru tutun. S-a decis ca echipa să concureze sub numele de Honda Racing F1 Team din 2006. Rubens Barrichello, pilotul secundar de la Ferrari în perioada 2000-2005, este adus în locul lui Takuma Sato. Britanicul Jenson Button este păstrat în echipă.

#### Sezonul 2006
A doua perioadă pentru Honda ca echipă de curse a început destul de bine, Jenson Button terminând pe locul al patrulea în cursa de deschidere a sezonului, Marele Premiu al Bahrainului, și obținând un podium în runda a doua în Malaezia. La următoarea cursă din Australia, Button a obținut un pole position. Rezultatele au început să fie inconstante după aceea, iar motivul principal al lipsei de formă a fost din cauza fiabilității. De asemenea, problemele în timpul opririlor la boxe au împiedicat echipa la început, într-un caz chiar distrugându-i efectiv șansele lui Button la un rezultat bun și posibil podium la Imola. 

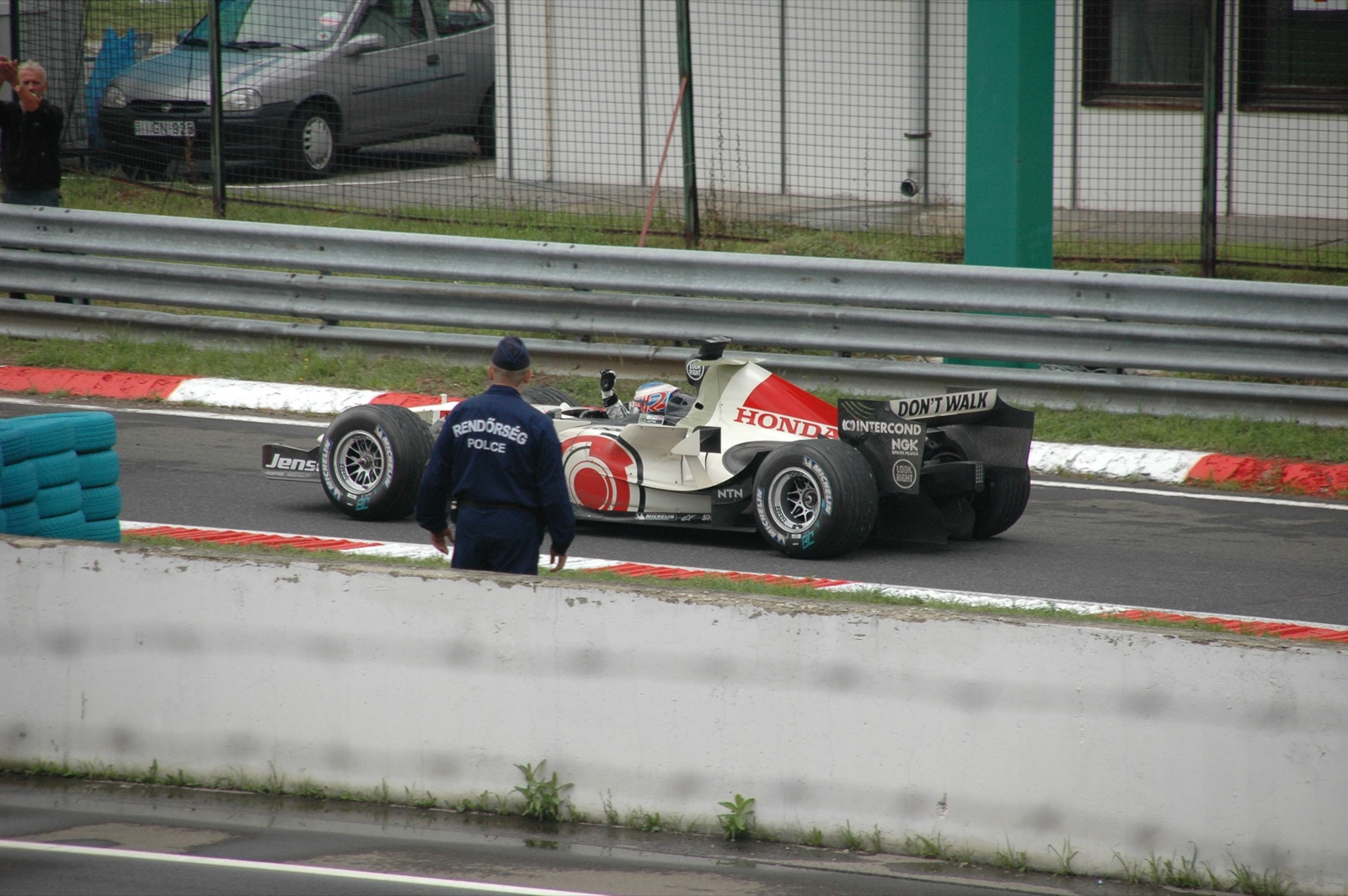
Jenson Button a obținut singura victorie pentru Honda din a doua perioadă ca echipă de curse, cea din Marele Premiu al Ungariei din.

La Hungaroring, norocul s-a schimbat. Barrichello și Button s-au calificat pe locurile trei și patru, însă Button a trebuit să coboare zece locuri în urma unei schimbări a motorului. Într-o cursă plină de incidente, Button a venit de pe locul al patrulea pe grilă pentru a câștiga prima sa cursă, Barrichello terminând pe locul patru. După această victorie, performanța echipei a crescut considerabil, arătând o consecvență mai bună chiar și decât liderii campionatului Ferrari și Renault. Din Ungaria, Button a marcat mai multe puncte decât oricare alt pilot în ultimele șase curse ale sezonului. Barrichello nu a avut cel mai bun sezon pentru echipă, datorită faptului că a trebuit să se obișnuiască cu noile frâne și controlul tracțiunii. Ambii piloți au obținut puncte în aproape toate cursele rămase, iar sezonul s-a încheiat într-o notă bună odată cu clasarea lui Button pe locul 3 în Brazilia – la mai puțin de o secundă în spatele locului 2, Fernando Alonso – după ce a trebuit să plece de pe locul 14 pe grilă. Echipa a terminat pe locul patru în campionatul constructorilor cu 86 de puncte acumulate.
Pe 15 noiembrie 2006, a fost anunțat că pilotul de pilotul de testare BAR Honda și Honda, Anthony Davidson, se va îndrepta către Super Aguri F1 pentru a concura alături de Takuma Sato. El a fost înlocuit de fostul pilot al Red Bull Racing, Christian Klien, pentru sezonul 2007.

#### Sezonul 2007

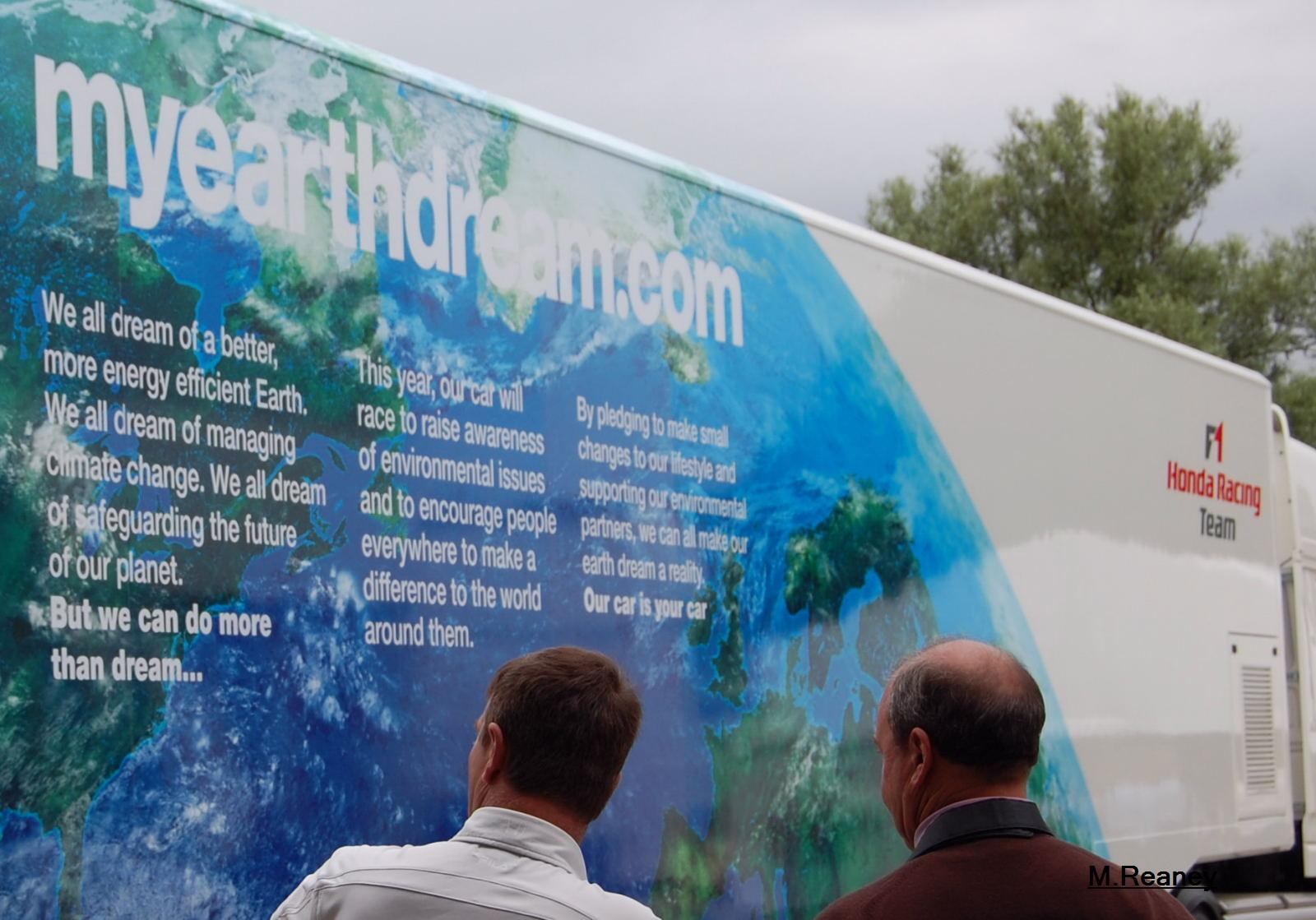
Schema de culori „Earthdreams” pe camioanele Honda.

Odată cu intrarea în vigoare a interdicției de sponsorizare a tutunului în Formula 1, 2007 a văzut și sfârșitul sponsorizării Honda de către British American Tobacco. O nouă schemă de culori a fost dezvăluită pe 26 februarie 2007 pe mașina RA107, ilustrând planeta Pământ pe un fundal negru al spațiului. Pe aripa din spate se afla adresa web a site-ului de conștientizare a mediului myearthdream.com, care a fost lansat pe 27 februarie 2007, imediat după lansarea oficială a mașinii din 2007. Reacțiile la noul model au fost mixte, deși Honda a câștigat un premiu de mediu pentru campania „Earth Car” la sfârșitul anului.

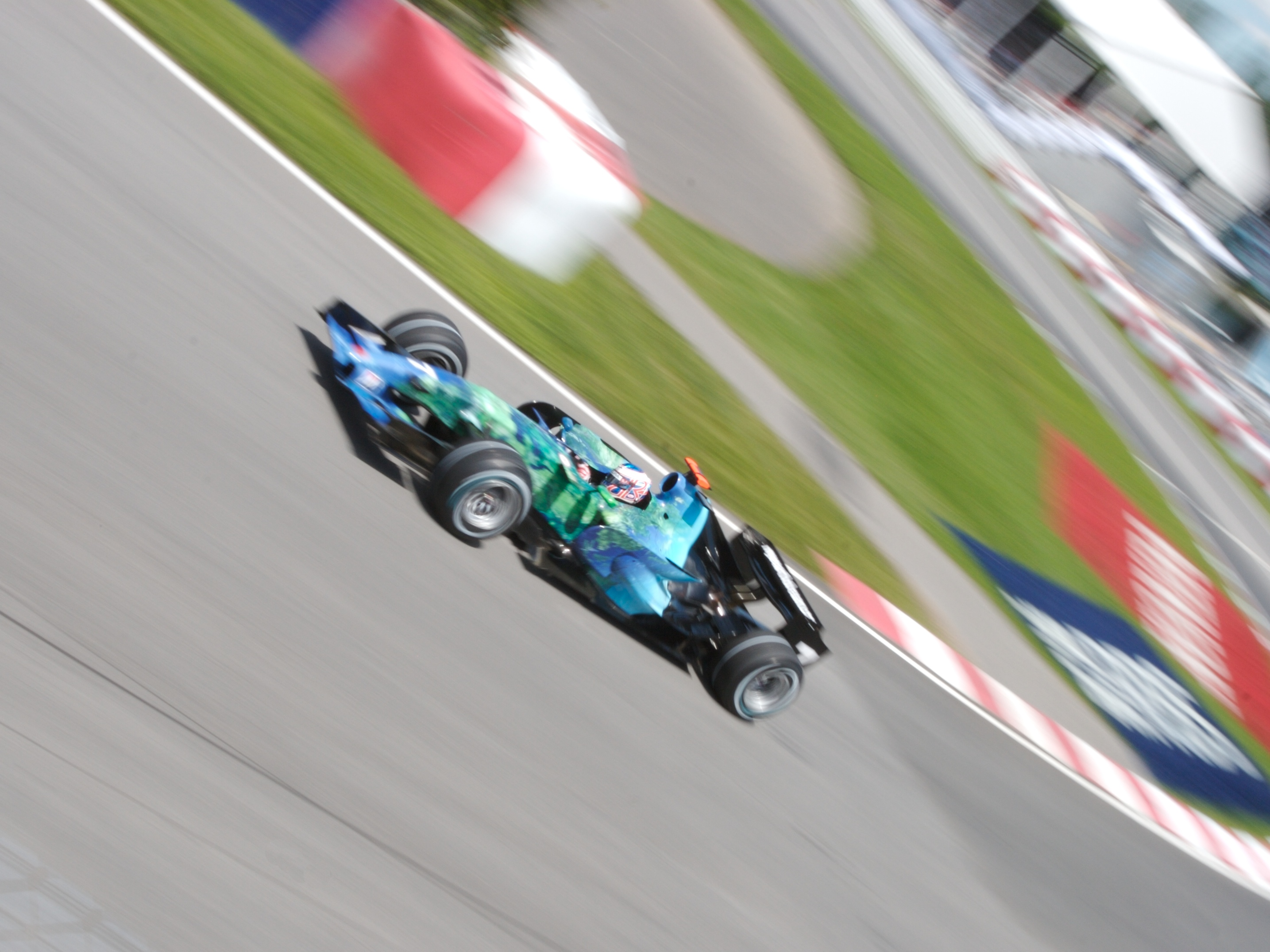
Button conducând monopostul RA107 în Marele Premiu al Canadei din.

RA107 a fost prima mașină de Formula 1 proiectată de către fostul designer de motociclete HRC, Shuhei Nakamoto. Forma echipei în testele de presezon a fost neregulată, iar Button a îndemnat echipa să se îmbunătățească. Lipsa totală de ritm a mașinii a fost evidentă la Marele Premiu al Australiei, cursa de deschidere a sezonului, de la Melbourne, pe 18 martie, Button și Barrichello calificându-se pe locurile 14, respectiv 17 (cu mult în urma echipei „satelit” Super Aguri, a cărei mașină era efectiv o actualizare a mașinii Honda din anul anterior, RA106). Barrichello a terminat cursa pe locul 11, cu Button pe locul 15 după ce a primit o penalizare de drive-through pentru depășirea vitezei pe linia boxelor. De asemenea, echipa nu a reușit să marcheze puncte în cele patru curse ulterioare, cea mai bună clasare a lor fiind locul 10 în Spania și Monaco, obținute de Barrichello. Honda a marcat în cele din urmă un punct în Marele Premiu al Franței, datorită faptului că Button a terminat pe locul opt. Echipa a încheiat sezonul pe locul 8 în campionatul constructorilor, cel mai bun rezultat fiind locul 5 la Marele Premiu al Chinei, obținut de Button.
Din iulie 2007, recunoscând problemele aerodinamice ale mașinii, Honda a început să recruteze o nouă echipă din cadrul Formulei 1. Aerodinamistul șef Loic Bigois și asistentul Francois Martinet au fost semnați de la WilliamsF1; Jörg Zander și John Owen de la BMW Sauber au urmat și ei ulterior, fie mai târziu în 2007, fie la începutul anului 2008.

#### Sezonul 2008
Pe 19 iulie 2007, a fost anunțat că Barrichello și Button vor continua parteneriatul de colegi de echipă în 2008. Pe 12 noiembrie 2007, autosport.com a confirmat că fostul director tehnic Ferrari, Ross Brawn, urma să se alăture Honda ca director de echipă. Nick Fry a rămas cu echipa ca director executiv. La 10 ianuarie 2008, a fost anunțat că Alexander Wurz a semnat ca pilot de testare pentru sezonul 2008. Pe 29 ianuarie 2008, Honda și-a lansat mașina de curse pentru sezonul 2008. „Mașina Pământului” („Earth Car”), avea o schemă de culori ușor diferită față de omologul ei din 2007, doar o parte din mașină conținând imaginea pământului, iar restul o vopsea albă clasică Honda. Button, Barrichello și Wurz au fost prezenți la lansare.

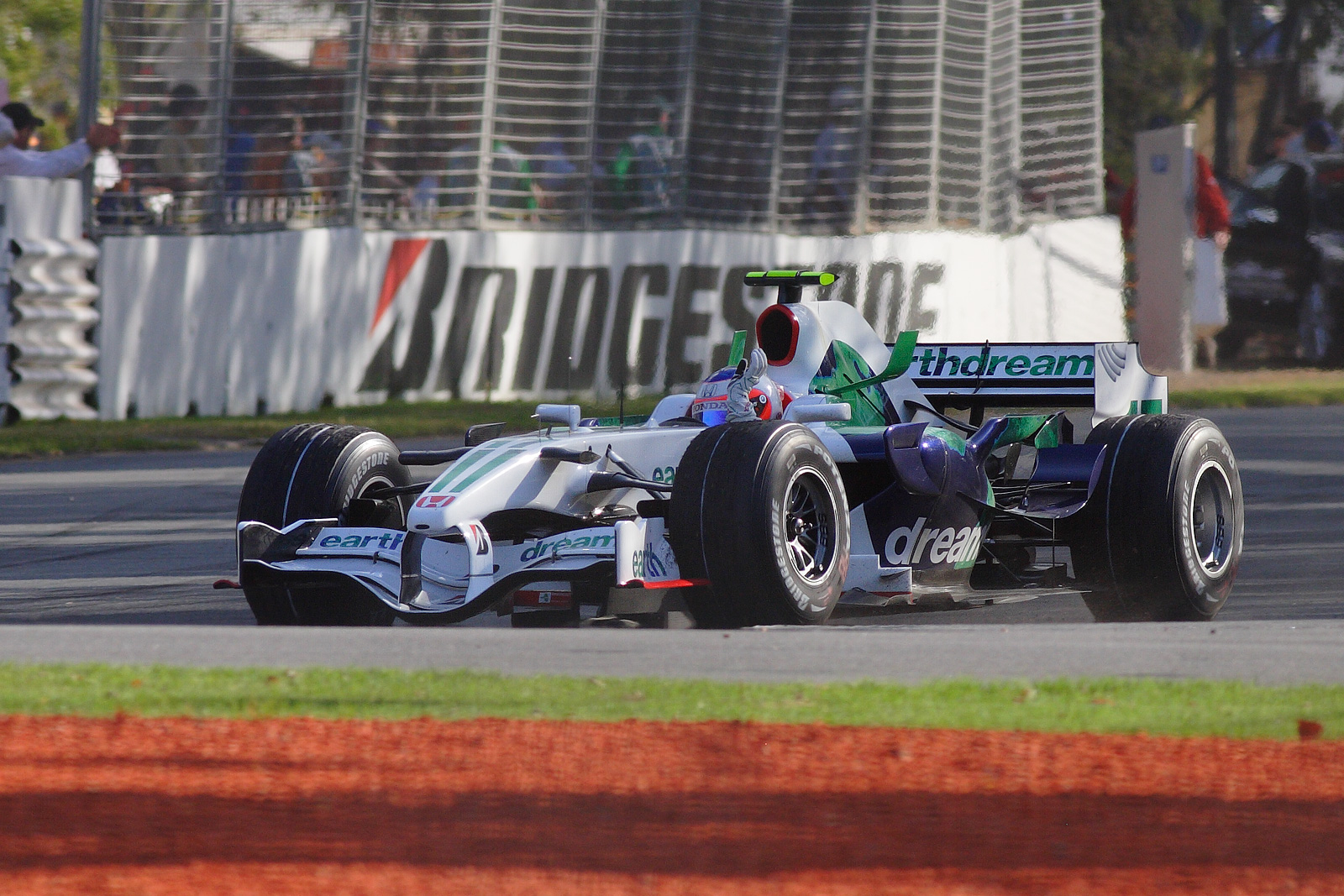
Rubens Barrichello în Marele Premiu al Australiei din.

Totuși, Honda a avut un alt an dezamăgitor, iar până la mijlocul sezonului au trecut la dezvoltarea mașinii pentru sezonul 2009, unde intră în joc noile reglementări. În ciuda acestui fapt, Barrichello a reușit un podium în Marele Premiu al Marii Britanii pe o pistă umedă, având o alegere inspirată pentru anvelopele pentru vreme umedă la momentul potrivit.

#### Vânzarea și formarea echipei Brawn GP
Honda a părăsit brusc sportul la sfârșitul sezonului 2008, nedorind să continue susținerea echipei din Brackley cu bugetul de 300 de milioane de dolari și personal de 700 de angajați în timpul crizei economice globale. Echipa a continuat să lucreze la monopostul RA109 pentru sezonul 2009, în timp ce Honda a încercat să vândă echipa de curse. O serie de potențiali proprietari au fost legați de echipă, inclusiv șeful Prodrive, David Richards, omul de afaceri mexican Carlos Slim și Virgin Group.
Echipa a fost în cele din urmă salvată de o preluare de către management condusă de directorul echipei Ross Brawn și directorul executiv Nick Fry, și a intrat în sezonul 2009 ca Brawn GP. Echipa i-a reținut pe Jenson Button și Rubens Barrichello ca piloți, cu motoare furnizate de Mercedes-Benz. Honda a declarat că va continua să ofere sprijin financiar în timpul primului an al echipei, iar Virgin Group, care avea legătură cu achiziționarea echipei, va sponsoriza mașinile pe tot parcursul sezonului. Brawn a câștigat ambele titluri puse în joc în ceea ce a fost singurul sezon al echipei înainte de o nouă schimbare de identitate.

## Honda ca furnizor de motoare

### Honda are Formula 1 la picioare (1983-1992)
Honda s-a întors în Formula 1 în 1983 ca furnizor de motoare pentru Spirit și a rămas în competiție timp de un deceniu, în diverse momente făcând parteneriat cu Williams (1983–1987), Lotus (1987–1988), McLaren (1988–1992) și în cele din urmă cu Tyrrell (1991). Deși adesea și-au furnizat motoarele către mai multe echipe într-un sezon, Honda nu a furnizat întotdeauna motoare cu aceleași specificații tuturor echipelor. De exemplu, în 1987, deoarece Williams avea un contract existent, li s-a furnizat cel mai recent motor RA167E V6 de 1,5 litri, în timp ce lui Lotus i-a fost furnizat motorul RA166E din 1986 care a trebuit să fie adaptat la o limită inferioară de combustibil și o restricție de turbo boost, astfel limitându-i eficacitatea, deși pentru ultimul an al erei turbo originale în 1988, atât Lotus, cât și McLaren au folosit aceeași specificație RA168E. De asemenea, în 1991, în timp ce McLaren avea cel mai recent RA121E V12, Tyrrell a primit doar RA100E V10 pe care McLaren îl folosea în 1990. McLaren avea suport direct din partea Honda din fabrică, iar motoarele veneau direct de la divizia de curse a companiei din Japonia; în timp ce Tyrrell a trebuit să se descurce cu modelul anterior RA100E (redenumit în RA101E). Atât Lotus în 1987–88, cât și Tyrrell în 1991 au obținut utilizarea motoarelor Honda în mare parte datorită acceptului lor să-l semneze pe fostul pilot de testare Honda, Satoru Nakajima, ca unul dintre piloții echipei lor pentru acele sezoane.

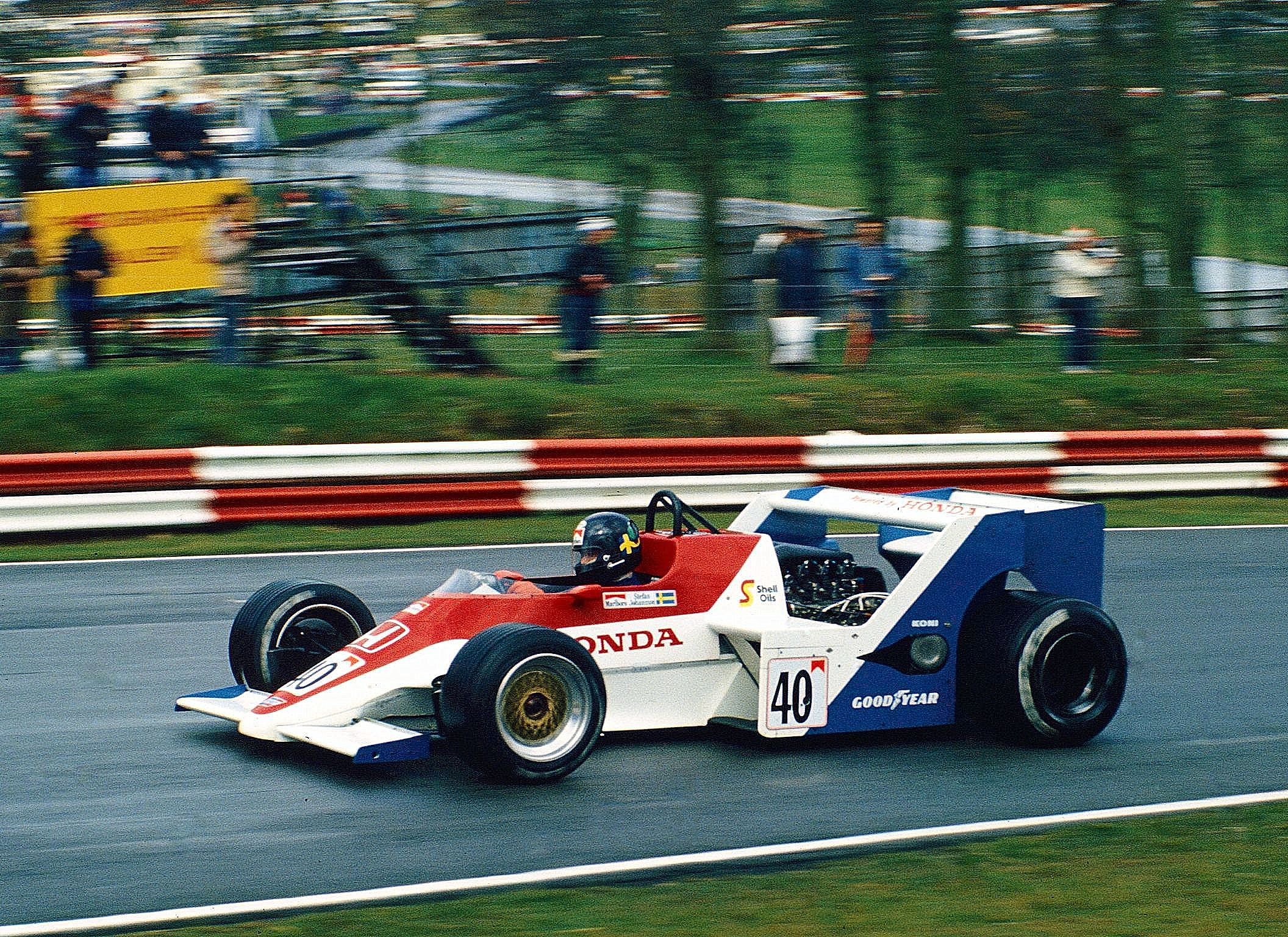
Honda a revenit în Formula 1 cu Spirit Racing la Cursa Campionilor din.

Ca furnizor de motoare, Honda și-a refăcut debutul în Campionatul Mondial cu pilotul suedez al lui Spirit, Stefan Johansson, la Marele Premiu al Marii Britanii din 1983 de la Silverstone. Johansson s-a calificat pe locul 14 (deși cu aproximativ 4,5 secunde mai lent decât pole-ul), însă s-a retras după doar 5 tururi din cauza problemelor de combustibil. Până la cursa finală a sezonului 1983, din Africa de Sud, Honda și-a început asocierea cu Williams, unde campionul mondial în exercițiu Keke Rosberg a anunțat că Honda era promițătoare, calificându-se pe locul 6, cu doar 7 zecimi de secunde mai încet decât Ferrari-ul pole-sitter-ului Patrick Tambay. Tot Rosberg avea să-i ofere lui Honda prima victorie ca furnizor de motoare atunci când a supraviețuit terenului pentru a câștiga Marele Premiu de la Dallas din 1984. Până la sfârșitul sezonului 1985, în care britanicul Nigel Mansell și Rosberg au câștigat ultimele 3 curse ale sezonului (Rosberg câștigase deja Marele Premiu de la Detroit din acel an), era clar că Honda avea motorul de învins în Formula 1.

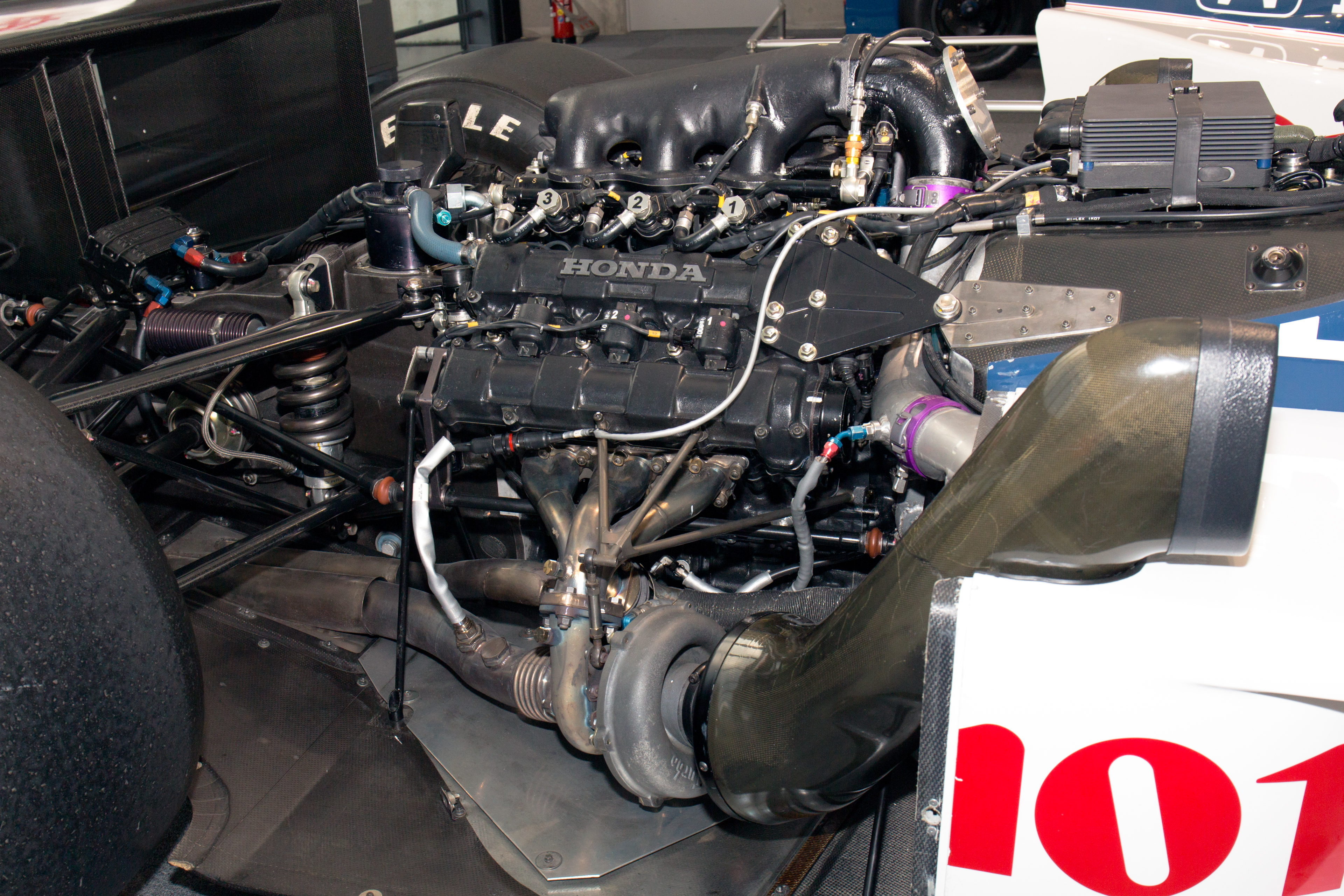
Modelul RA166E a adus în primul titlu pentru Honda ca furnizor de motoare al echipei Williams.

În 1986 a venit și primul titlu mondial. Nelson Piquet este cooptat la Williams alături de Mansell, cei doi făcând un cuplu puternic care avea să cucerească în final titlul constructorilor, dar și locurile doi si trei în campionatul piloților, Mansell pierzând titlul mondial din cauza unei pene de cauciuc în ultima cursă a sezonului. Motorul Honda își adjudeca astfel pentru prima dată un titlu în Formula 1.
La apogeul lor (1986–91), motoarele Honda au fost considerate biletul către gloria datorită puterii, fiabilității, sofisticarii și palmaresului câștigător. Angajamentul Honda față de Formula 1 a fost de așa natură încât Nigel Mansell, care a condus mașini Williams propulsate de Honda din 1985 până în 1987, și-a amintit într-un interviu din 2011 că Honda producea și dezvolta 4 până la 6 motoare total diferite într-un singur sezon. Honda a câștigat șase campionate consecutive de constructori ca producător de motoare (două cu Williams între 1986 și 1987 și patru cu McLaren între 1988 și 1991), precum și cinci campionate consecutive ale piloților (unul cu Nelson Piquet în 1987, trei cu Ayrton Senna în 1988, 1990 și 1991 și unul cu Alain Prost în 1989), înainte de a renunța la implicarea în sport.
În 1987 s-a luat decizia furnizării de motoare și unei a doua echipe. A fost imediat aleasă echipa Lotus, acolo unde evolua Ayrton Senna, unul dintre cei mai apreciați tineri piloți ai acelor ani. Propulsorul Honda folosit în acel an devenea și primul motor din lume care trecea de granița celor 1000 CP. Acest propulsor a dat japonezilor șansa de a avea patru piloți pe primele patru locuri ale unei curse de Formula 1, în Marele Premiu de la Silverstone unde a câștigat Mansell, Piquet a sosit al doilea, Senna al treilea, iar Satoru Nakajima, colegul lui Senna de la Lotus, al patrulea.

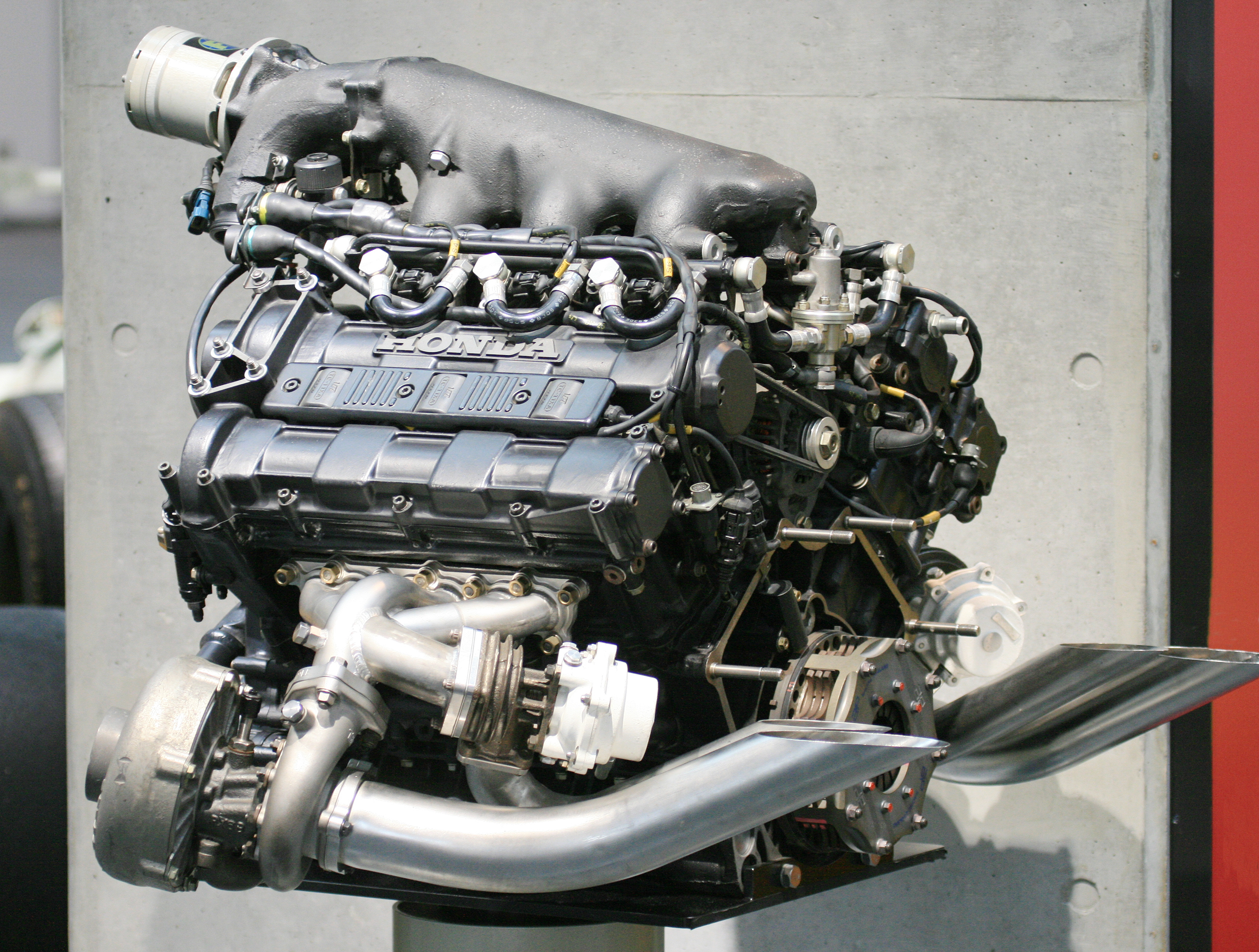
Dominantul Honda RA168E V6 turbo folosit de McLaren MP4/4 și Lotus 100T în.

Anul suprem al Honda în zilele sale ca furnizor de motoare a venit cu McLaren în 1988. Împreună cu monopostul MP4/4 proiectat de Steve Nichols și cu dublu campion mondial de atunci, Alain Prost, și brazilianul Senna ca piloți, duo-ul McLaren-Honda a avut un sezon aproape perfect. Spre deosebire de majoritatea, Honda a construit un V6 turbo complet nou (RA168E) pentru a face față limitei reduse de combustibil (150 L) și limita de turbo boost (2,5 BAR, în scădere de la 4,0 BAR în 1987). McLaren-Honda a obținut 15 pole position-uri în cele 16 curse, 13 dintre ele pentru Senna și, de asemenea, a obținut 15 victorii în curse, 8 pentru Senna (un nou record în sezon) și 7 pentru Prost, care de fapt a egalat vechiul record pe care l-a deținut împreună cu Jim Clark. McLaren-Honda a acumulat un record de 199 de puncte în Campionatul Constructorilor, cu 134 de puncte în fața lui Ferrari, al cărui pilot Gerhard Berger a fost singurul câștigător al pole-ului fără motor Honda, în Marea Britanie, și, de asemenea, singurul câștigător fără motor Honda, în Italia, în timp ce Senna și Prost au fost singurii piloți în luptă pentru Campionatul Piloților câștigat în cele din urmă de Senna. De fapt, Prost a marcat mai multe puncte decât Senna de-a lungul sezonului, în mare parte datorită celor 7 locuri secunde care au urmat celor 7 victorii ale sale dar, conform regulilor vremii, doar cele mai bune 11 rezultate au fost luate în calcul pentru campionatul mondial, capitol la care Senna era superior.
FIA a decis să pună capăt motoarelor turbo începând cu sezonul 1989, astfel că Honda se afla în fața unei noi provocări - construcția unui motor asiprat cu o capacitate de 3.500 cmc. S-a ales varianta V10, Honda rămânând în continuare în fruntea campionatului, iar de această dată titlul piloților a fost câștigat de Prost. Totuși, noile reglementări au produs schimbări majore de strategie, Honda renunțând să mai furnizeze motoare și celor de la Lotus. Senna a câștigat al doilea său titlu mondial în 1990, avându-l coleg pe Gerhard Berger, adus de la Ferrari pentru a-l înlocui pe Prost.

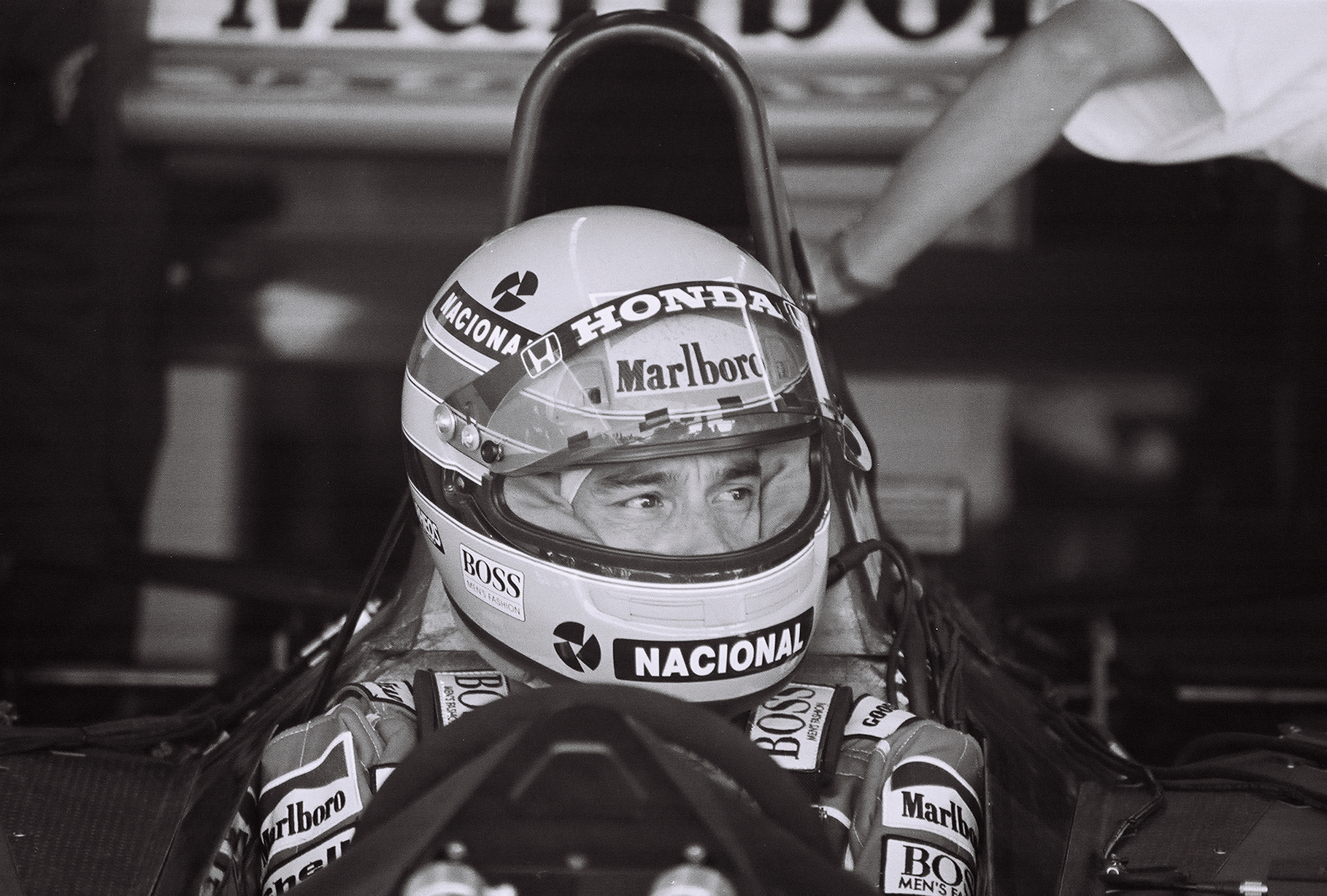
Ayrton Senna este pilotul care a obținut cele mai multe victorii cu motorul Honda, 32, în perioada 1987-1992.

Pentru 1991, Honda a dezvoltat un V12 nou, RA121E, cu care Senna a câștigat în cele din urmă al treilea Campionat Mondial. În 1992, Adrian Newey a proiectat șasiul Williams FW14B pentru a fi superior oricărei alte mașini în acel sezon, iar McLaren-Honda a terminat pe locul 2 în Campionatul Constructorilor. Ultima victorie pentru Honda din această eră a venit atunci când Gerhard Berger a câștigat Marele Premiu al Australiei din 1992, ultima cursă a sezonului. Compania a decis să se retragă din Formula 1 după sezonul 1992 din cauza izbucnirii bulei prețurilor activelor din Japonia care a avut loc în acel an.
Mașinile cu motor Honda au câștigat 69 de Mari Premii între 1983 și 1992. Williams a avut 23 de victorii (în 75 de curse) și Lotus două (în 32 de curse), în timp ce McLaren le-a oferit japonezilor 44 victorii din 80 de curse începute cu motorul Honda.

### A doua revenire (2000-2005)
Honda a revenit din nou în 2000, oferind motoare gratuite și suport din fabrică pentru British American Racing (BAR). Al treilea debut pentru Honda în Formula 1 s-a consemnat la Marele Premiu al Australiei din 2000 când Jacques Villeneuve a terminat al patrulea, iar Ricardo Zonta al șaselea. În 2001 se încheie un parteneriat cu o doua echipă, Jordan, astfel că japonezii furnizau sub titlu gratuit motoare către două echipe de Formula 1. Acest lucru a dus la o bătălie pentru dreptul de a utiliza motoarele Honda pe termen lung. În 2001, Honda avea să urce prima dată de la revenirea în campionat pe podiumul unei curse, Villeneuve sosind al treilea în Spania, și apoi în Germania.

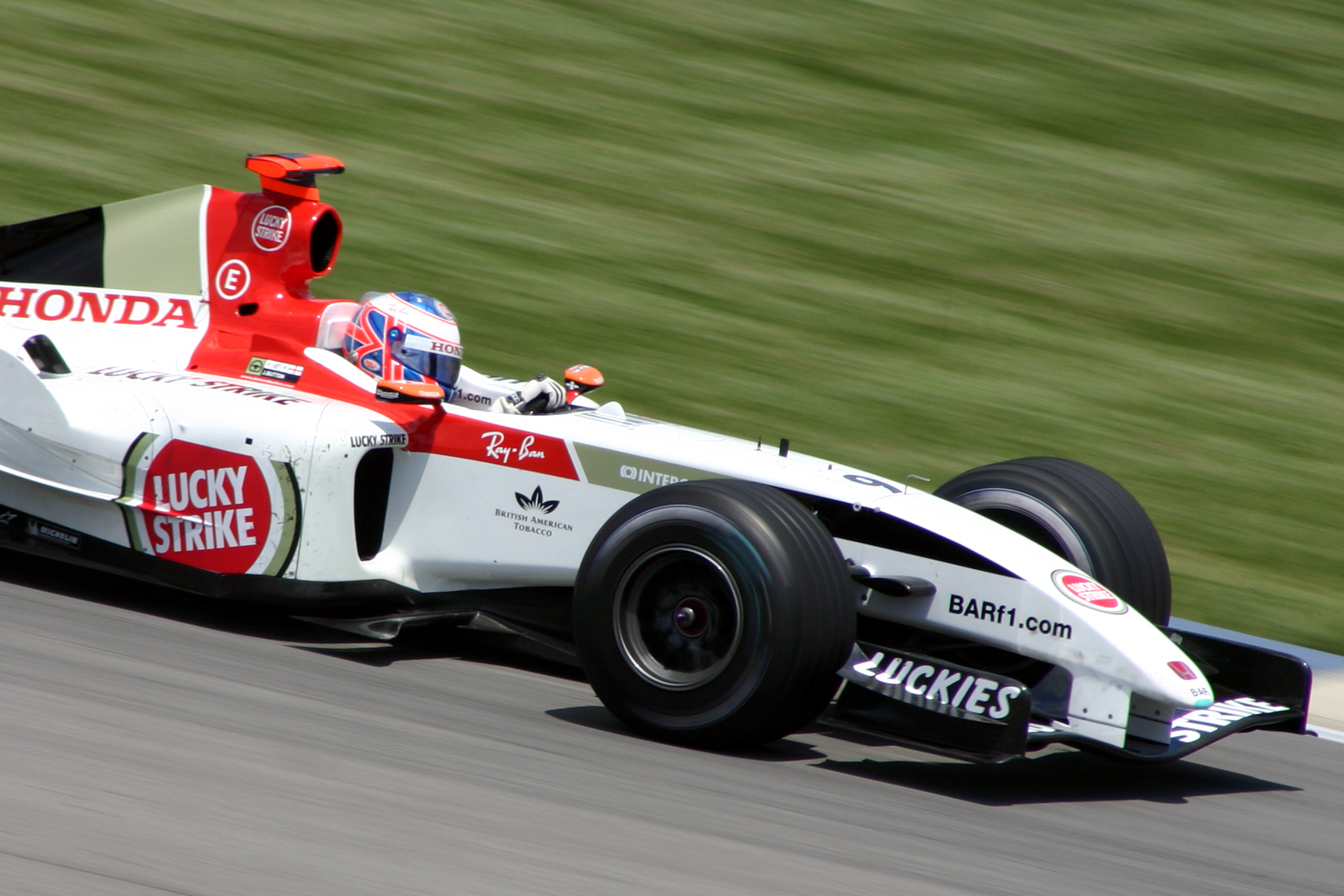
Jenson Button și BAR-Honda în.

Pentru 2003, în ciuda rezultatelor mai bune din ultimele două sezoane, Honda a renunțat la parteneriatul cu Jordan Grand Prix pentru a se concentra pe parteneriatul cu BAR. Sezonul 2004 a fost apogeul parteneriatului BAR-Honda. Beneficiind și de un monopost pe măsură, echipa a urcat de unsprezece ori pe podium, de zece ori prin Jenson Button și odată prin Takuma Sato. Evoluțiile constante ale celor doi au făcut ca la finalul sezonului Honda să ocupe locul secund în campionatul constructorilor. La mijlocul lunii noiembrie 2004, Honda a achiziționat 45% din echipa BAR de la British American Tobacco (BAT, fondatorul și proprietarul BAR) în urma celui mai bun sezon al BAR. Sezonul 2005 a fost însă unul dezamagitor, Button fiind singurul pilot BAR-Honda care a urcat pe podium în acel an (la Hockenheim și Spa-Francorchamps).

### Refacerea cuplului McLaren-Honda (2015-2017)
După ce a părăsit sportul la finalul sezonului 2008, Honda s-a întors în F1 ca furnizor de motoare în 2015 pentru al doilea sezon al reglementărilor V6 turbo-hibrid, reînviindu-și relația cu partenerul McLaren din anii 1980 și 1990. Parteneriatul a inclus furnizarea de motoare gratuite și, de asemenea, suport comercial și din fabrică. Unitatea de putere a lui Honda a fost proiectată în jurul designului foarte strâns al șasiului McLaren și a cerințelor aerodinamice. Pe parcursul sezonului 2015, pachetul McLaren-Honda s-a dovedit totuși a fi un eșec catastrofal, motorul suferind continuu de probleme de putere și fiabilitate, iar echipa a terminat pe locul nouă în campionatul constructorilor, locul cinci în Ungaria fiind cel mai bun rezultat al sezonului. Motivele pentru performanța slabă au inclus lipsă de experiență și de date cu privire la noile reglementări din partea lui Honda, un sistem care limitează dezvoltarea, precum și probleme fundamentale cu conceptul de șasiu „size zero” al McLaren. De asemenea, McLaren a convins Honda să reintre în competiție cu un an mai devreme decât era planificat inițial.

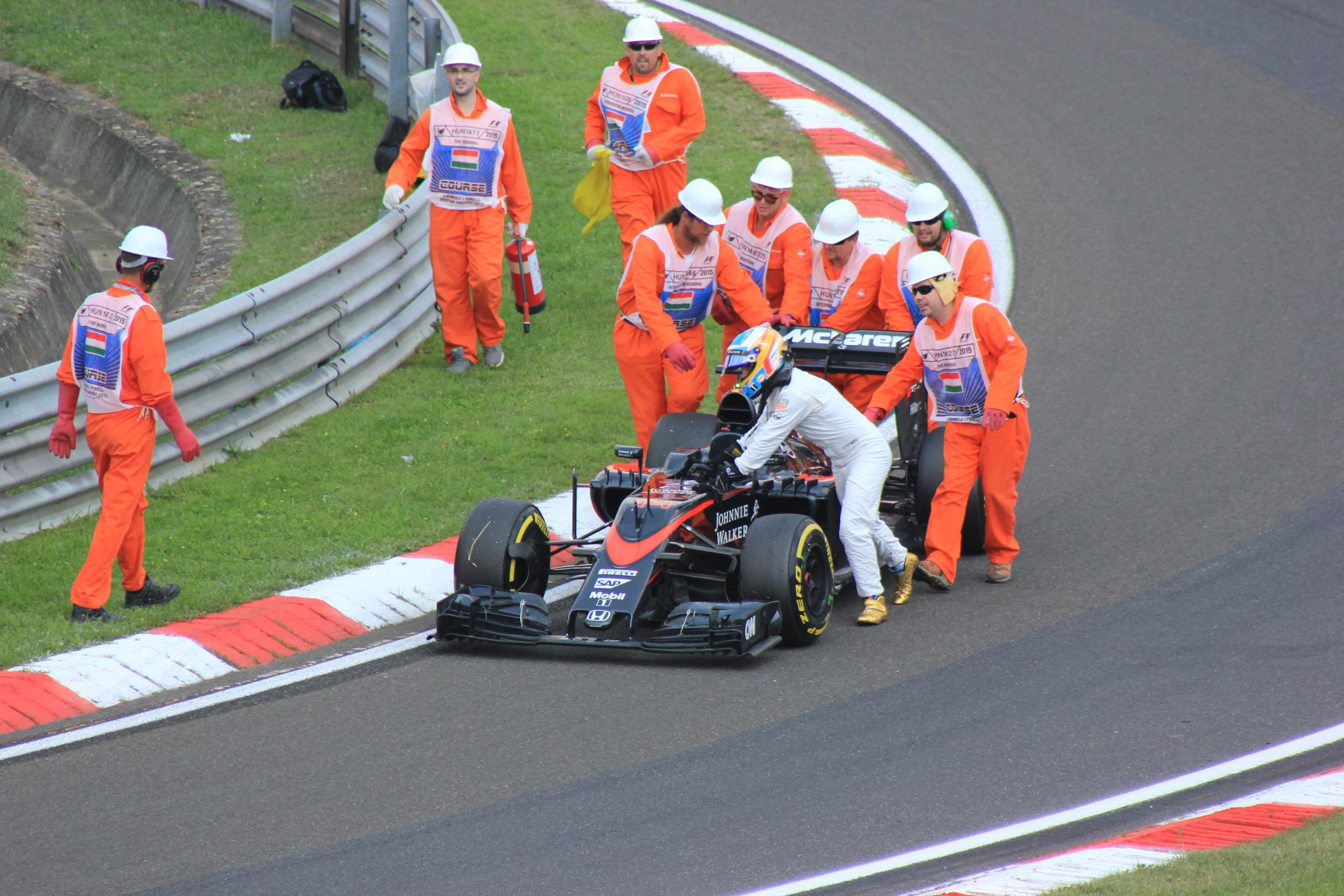
Al doilea parteneriat cu McLaren nu a mai atins performanțele din perioada 1988-1992.

Pentru sezonul 2016, Yusuke Hasegawa l-a înlocuit pe Yasuhisa Arai ca lider de proiect Honda. Honda a făcut îmbunătățiri semnificative pentru sezon, și după a șasea cursă a anului, Marele Premiu al Principatului Monaco, echipa a marcat 24 de puncte, cu trei puncte mai puțin decât totalul sezonului precedent. Echipa a marcat puncte în 13 curse în timpul sezonului și a înregistrat cel mai rapid tur la Marele Premiu al Italiei, terminând pe locul șase în clasamentul final al constructorilor cu 76 de puncte, o îmbunătățire semnificativă față de anul precedent. În septembrie 2016, Hasegawa a dezvăluit că Honda avea o echipă separată care lucrează deja la motorul de anul viitor.
Pentru sezonul 2017, Honda a reproiectat întreaga unitate de putere, schimbarea majoră fiind poziționarea turbo, a compresorului și a MGU-H. Acest design a despărțit turbo-ul de compresor și le-a pus deasupra pe fiecare parte a blocului, cu partea MGU-H în centrul V-ului, toate conectate printr-un arbore. Honda a mărturisit că noul design era de „risc ridicat” și că va dura ceva timp pentru a-și atinge potențialul, dar în cele din urmă va oferi performanțe mai mari. Sezonul a început cu mai multe probleme de fiabilitate și a durat până în runda a opta din Azerbaidjan pentru a se obține puncte. Cu toate acestea, echipa a acumulat în mod regulat puncte în ultima parte a sezonului pentru a termina pe locul nouă în campionatul constructorilor. Relația dintre McLaren și Honda se înrăutășise însă, iar în septembrie 2017 cele două entități au anunțat că se vor despărți la sfârșitul anului 2017.

### Parteneriatul cu echipele deținute de Red Bull (2018-2021)

#### 2018: Toro Rosso

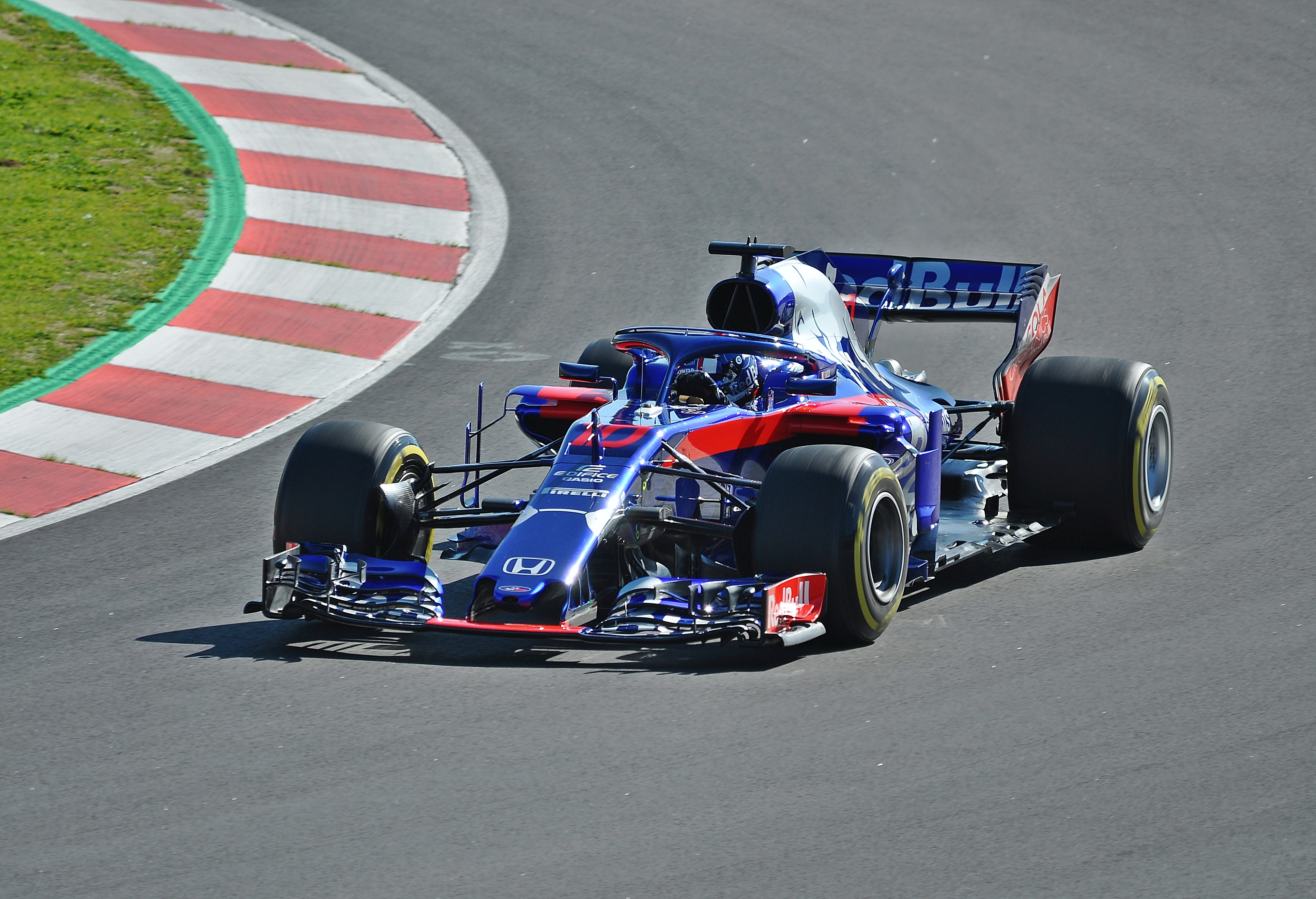
Honda a încheiat colaborarea cu McLaren și a început să furnizeze motoare pentru Toro Rosso începând cu.

În septembrie 2017, a fost anunțat că Honda va fi furnizorul de motoare pentru Scuderia Toro Rosso pentru sezonul 2018, partenerul anterior, McLaren, trecând la unitățile Renault. Începând cu 2018, Honda a împărțit responsabilitățile liderului de proiect în două, cu Toyoharu Tanabe preluând conducerea operațiunilor de pe teren, iar Yasuaki Asaki conducând dezvoltarea în Japonia. În plus, Honda va oferi, de asemenea, asistență completă din fabrică, susținerea mărcii, motoare gratuite și vehicule oficiale pentru Toro Rosso. Unitatea de putere Honda din 2018, RA618H, a fost o variantă mai matură a arhitecturii introduse în 2017, în timp ce Toro Rosso a fost mai relaxată cu privire la cerințele de dimensiune ale motorului, față de McLaren. Unitatea de putere s-a dovedit a fi semnificativ mai fiabilă în comparație cu anul precedent, cu doar trei retrageri legate de motor de-a lungul sezonului. În doar cea de-a doua cursă a sezonului, cea din Bahrain, echipa a terminat pe locul patru cu Pierre Gasly, cel mai bun rezultat pentru Honda de când a revenit în acest sport în 2015. În cea de-a șaptea rundă, în Canada, Honda și-a prezentat unitatea actualizată Spec 2, iar după ce a evaluat competitivitatea Honda în comparație cu Renault, echipa senior, Red Bull Racing, a anunțat că va trece la Honda pentru 2019. Honda și-a concentrat apoi restul anului pe câștigarea de experiență pentru 2019, schimbând astfel adesea motoarele, în ciuda faptului că a primit penalizări pe grilă. Introducerea unității de putere Spec 3 a adus îmbunătățiri notabile de performanță, obținând locurile șase și șapte în calificările pentru Marele Premiu al Japoniei. Echipa a terminat sezonul pe locul nouă în clasamentul constructorilor cu opt puncte acumulate.

#### 2019: Red Bull Racing și Toro Rosso

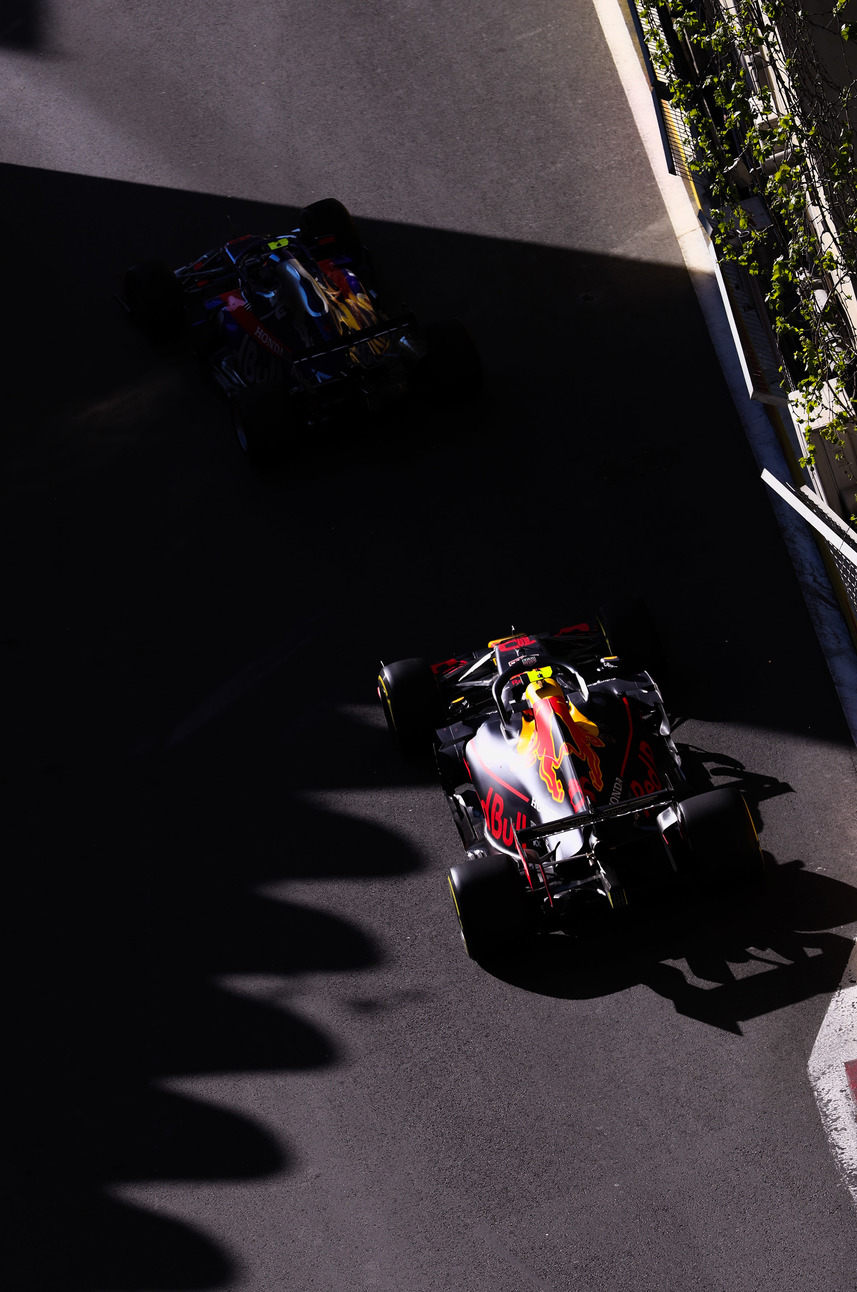
Începând cu, Honda a furnizat motoare atât pentru Toro Rosso, cât și pentru Red Bull Racing.

Honda a intrat în sezonul 2019 propulsând atât Red Bull Racing, cât și Toro Rosso, fiind partener de motor pentru mai multe echipe pentru prima dată din 2008 încoace. Honda și Red Bull și-au propus să lucreze îndeaproape pentru a permite o sinergie perfectă între șasiu și unitatea de putere. 2019 a fost vizat ca un an de construcție pentru disputarea Campionatului Mondial în sezoanele ulterioare.
La Marele Premiu al Australiei, cursa de deschidere a sezonului, pilotul Red Bull-Honda Max Verstappen a ocupat locul al treilea, primul podium pentru Honda de la întoarcerea în Formula 1 în 2015 și primul lor la general din 2008. Următoarele șapte runde l-au văzut pe Verstappen clasându-se de șase ori în primii patru, obținând inclusiv un podium în Spania. Honda a adus o actualizare Spec 2 care a îmbunătățit fiabilitatea pentru a patra cursă, din Azerbaidjan, și doar patru curse mai târziu, în Franța, a introdus o unitate Spec 3 care a crescut performanța. La cursa următoare, Marele Premiu al Austriei, Honda a reușit să optimizeze nivelul necesar de răcire a motorului, iar Verstappen a câștigat cursa pentru a-i oferi lui Honda prima victorie din era V6 turbo-hibrid și prima victorie generală de când a câștigat Jenson Button Marele Premiu al Ungariei din 2006. O altă victorie a urmat două curse mai târziu la Marele Premiu al Germaniei, unde Verstappen a câștigat iar Daniil Kveat de la Toro Rosso a ajuns pe locul al treilea pentru, marcând un dublu podium pentru Honda. La următoarea cursă, Marele Premiu al Ungariei, Verstappen a luat primul său pole position și primul pentru Honda de la Marele Premiu al Australiei din 2006.

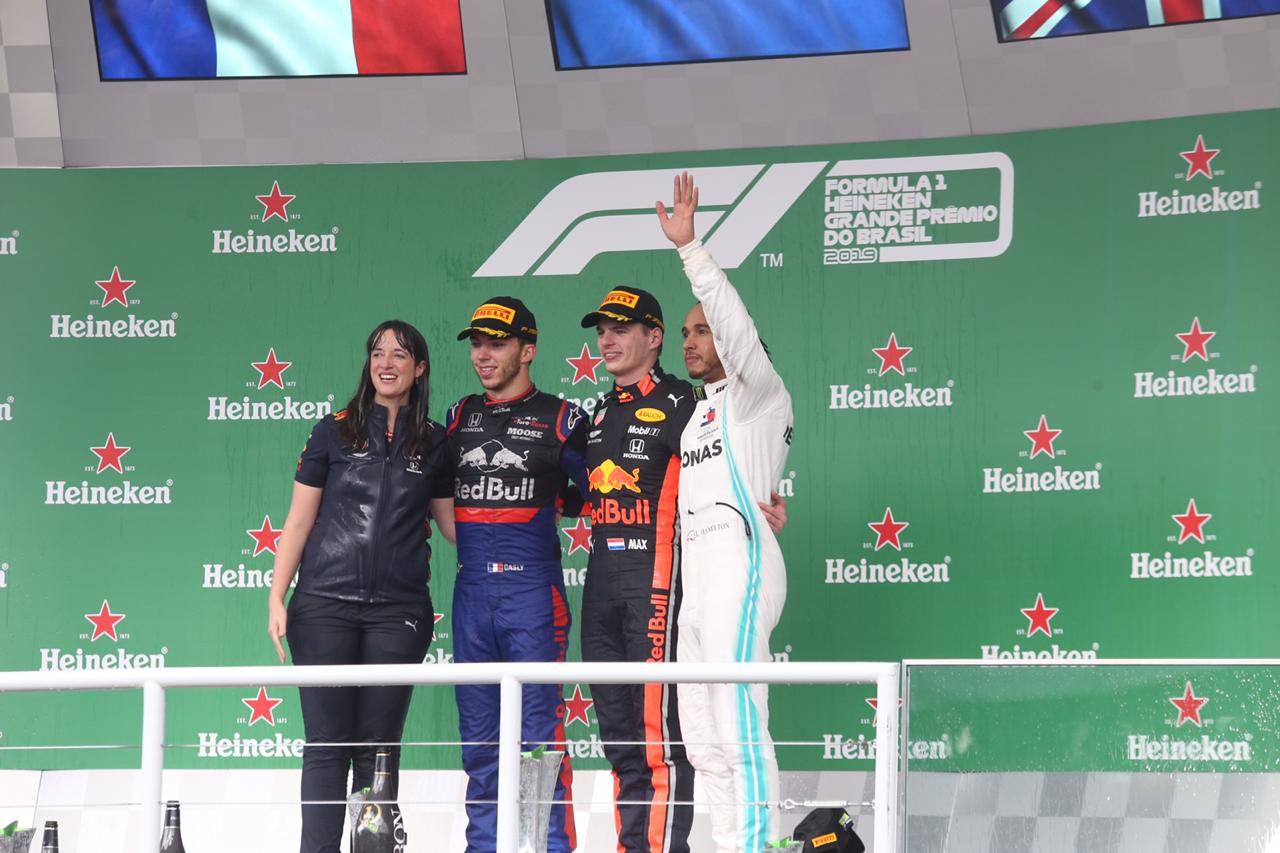
a fost prima clasare 1–2 pentru Honda de la.

La a treisprezecea rundă din sezon, Marele Premiu al Belgiei, Honda și-a prezentat unitatea de putere Spec 4, care s-a dovedit a fi un alt pas în performanță. Penalizările pe grilă le-au compromis cursele din Belgia și Italia, dar următoarele șapte curse i-au văzut pe piloții cu motor Honda să obțină cinci podiumuri, performanța Honda fiind deosebit de puternică pe pistele de mare altitudine din Mexic și Brazilia datorită unui design compact de turbocompresor. În Brazilia, Verstappen a câștigat plecând din pole position, în timp ce Pierre Gasly cu Toro Rosso-Honda l-a învins pe Lewis Hamilton în dominantul Mercedes pentru locul al doilea, obținând primul rezultat 1–2 pentru Honda de la Marele Premiu al Japoniei din 1991. Verstappen a terminat sezonul 2019 pe locul al treilea în campionat pentru prima dată în carieră. Red Bull a terminat pe locul al treilea în clasamentul constructorilor, în timp ce Toro Rosso a avut cel mai de succes sezon, cu două podiumuri și locul șase în campionatul constructorilor. Honda a încheiat sezonul cu cele mai puține defecțiuni pe pistă dintre toți cei patru producători și fără retrageri cauzate de defecțiuni ale motorului în întreg sezonul.

#### 2020-2021: Red Bull Racing și AlphaTauri

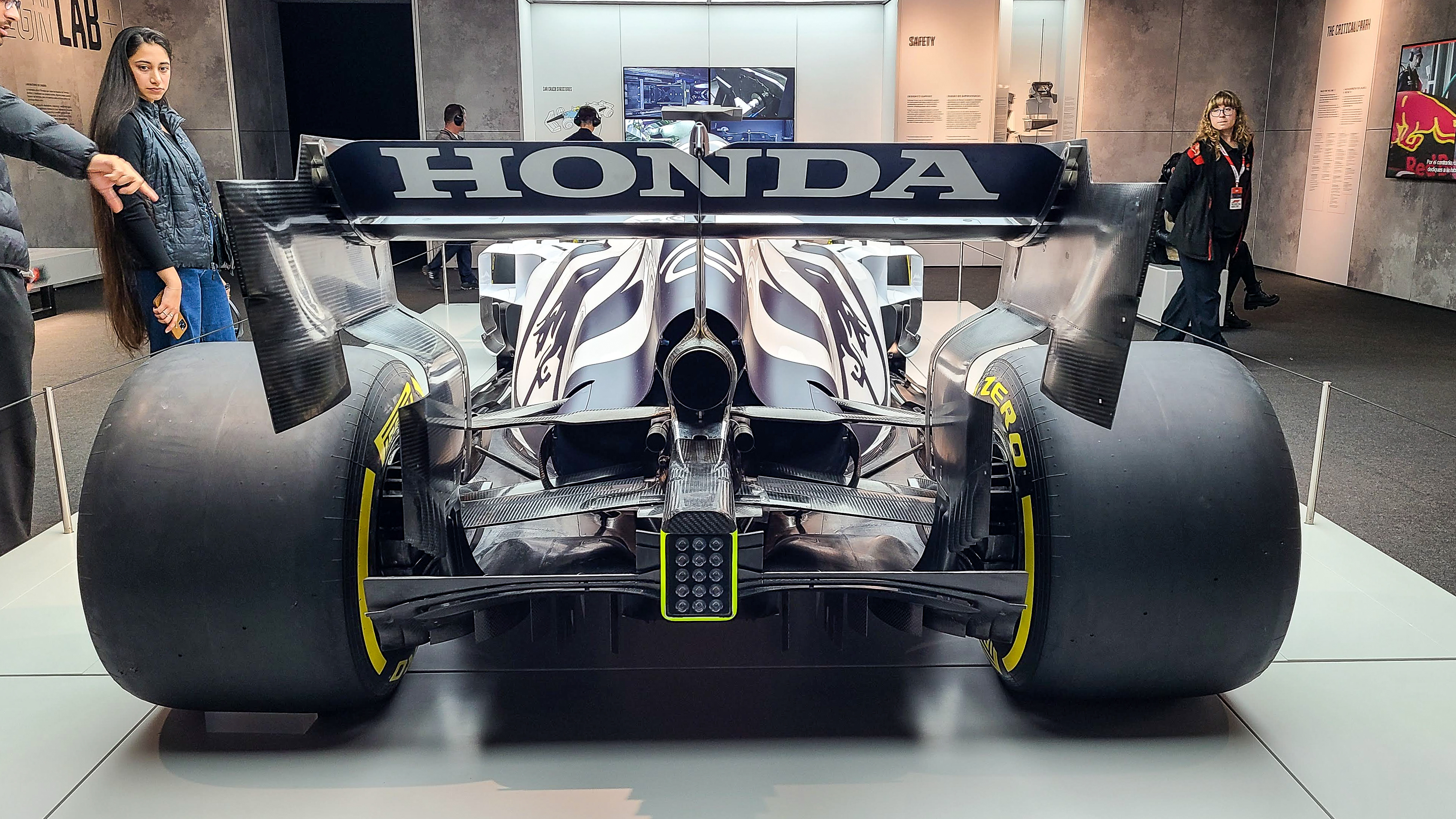
Pierre Gasly a câștigat Marele Premiu al Italiei din 2020 cu AlphaTauri AT01 propulsat de Honda.

Pentru 2020, echipa Toro Rosso a fost redenumită drept AlphaTauri pentru a promova brandul de modă AlphaTauri⁠(en)[traduceți]. Sezonul a fost afectat de pandemia de COVID-19, un efect fiind interzicerea actualizărilor unităților de putere la mijlocul sezonului pentru a reduce costurile. În timpul sezonului 2020, pachetul Red Bull-Honda s-a dovedit a fi în mod constant al doilea cel mai rapid, producătorul rival Ferrari scăzându-și din formă în urma investigației privind legalitatea unității lor de putere, în timp ce deficitele atât la șasiu, cât și la unitatea de putere i-au lăsat în spatele Mercedes. Din a doua rundă a sezonului, din Stiria, și până la a șaptea rundă, din Belgia, Verstappen a obținut cinci podiumuri consecutive, inclusiv o victorie la Marele Premiu al Aniversării de 70 de ani din 2020 de la Silverstone. Runda a opta, Marele Premiu al Italiei, l-a văzut pe Pierre Gasly de la AlphaTauri obținând prima sa victorie din Formula 1; a preluat conducerea cursei după o perioadă de steag roșu și a reușit să o mențină până la final. Acest lucru a făcut ca Honda să fie primul producător de motoare care a câștigat cu mai multe echipe diferite în era V6 turbo-hibrid. Următoarea cursă din Mugello a adus un podium și pentru Alex Albon de la Red Bull, după care Verstappen a marcat trei podiumuri consecutive, ducând seria  pentru Honda la 11 podiumuri consecutiv. Ultimele cinci curse ale anului au adus un dublu podium pentru Red Bull în Bahrain și o victorie din pole position pentru Verstappen în cursa finală a sezonului, cea de la Abu Dhabi. Verstappen a fost din nou liderul Honda în campionat, clasându-se pe locul al treilea, în timp ce Red Bull și AlphaTauri au fost al doilea și, respectiv, al șaptelea, în clasamentul constructorilor. Honda a fost singurul producător de unități de putere, în afară de Mercedes, care a câștigat curse sau pole position în timpul sezonului.

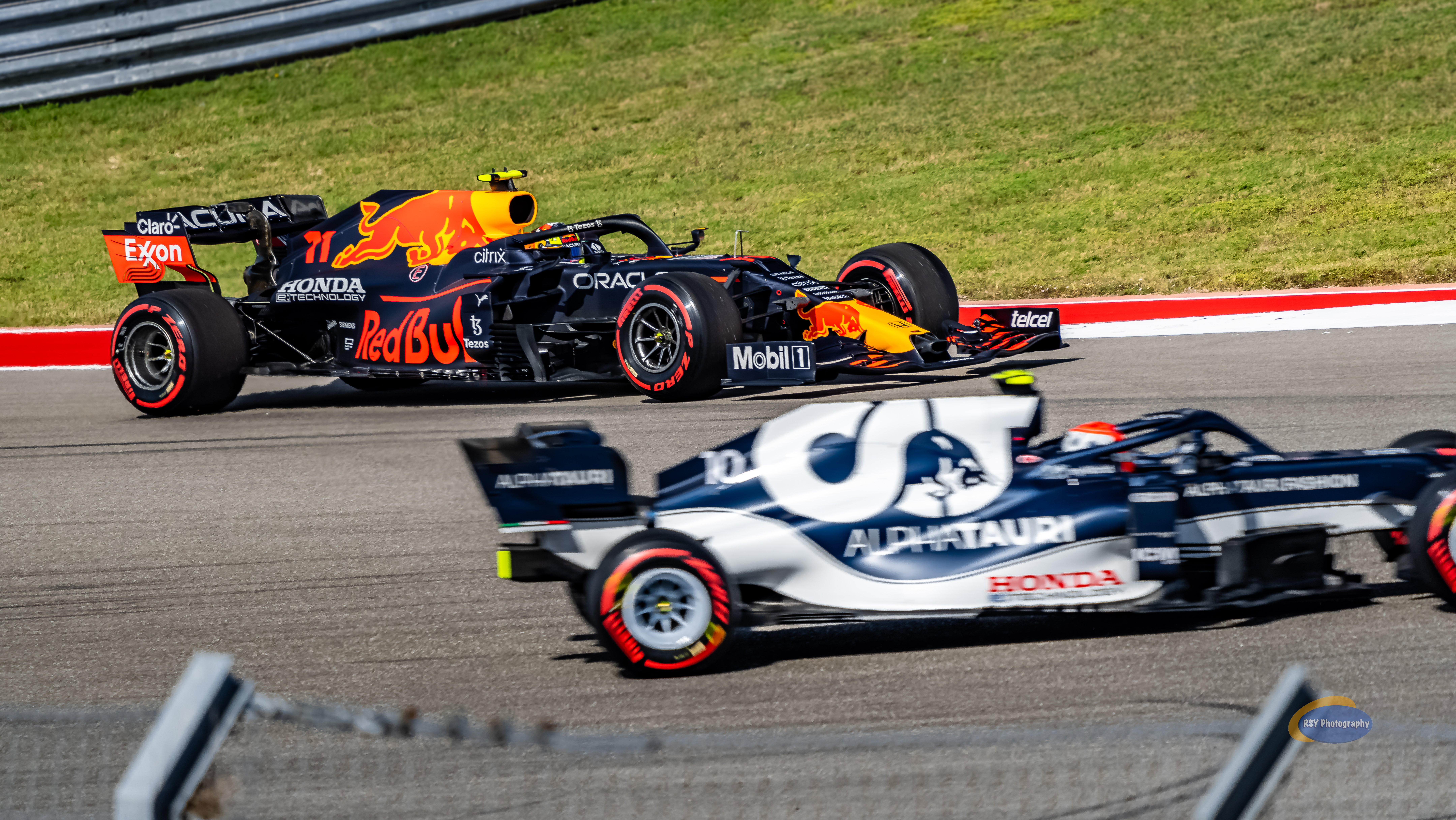
Cele două echipe propulsate de Honda în.

În octombrie 2020, Honda a anunțat că se va retrage din Formula 1 la sfârșitul sezonului 2021, invocând nevoia lor de a-și concentra resursele pe tehnologiile de ultimă generație pentru vehicule rutiere pentru a face pașii necesari către neutralitatea carbonului. Honda a continuat lupta pentru campionat în 2021 și, ca urmare, a prezentat un design complet nou al unității de putere, care a fost planificat anterior pentru 2022. RA621H, unitatea de putere Honda din 2021, a avut o performanță semnificativ mai bună, mai fiabilă și mai compactă decât modelul RA620H din 2020. S-a dovedit a fi extrem de competitiv față de principalul rival Mercedes în ceea ce privește puterea, având adesea o recuperare de energie și o desfășurare superioară, având în același timp fiabilitate mai puternică și dimensiuni mai mici. Acest lucru a dat roade, deoarece Verstappen a ocupat pole position la Marele Premiu al Bahrainului și a terminat pe locul al doilea în cursă, înainte de a câștiga următorul Mare Premiu, cel al Emiliei-Romagna, pentru a se impune drept candidat la titlu împotriva lui Lewis Hamilton de la Mercedes. A terminat pe locul al doilea în următoarele două curse, înainte ca o victorie la Marele Premiu al Principatului Monaco să-i ofere conducerea campionatului. Era pe cale să câștige și în Azerbaidjan, dar o explozie a anvelopei pe final l-a scos din cursă. Totuși, Hamilton nu a reușit să puncteze în urma unei greșeli, astfel că Verstappen și-a menținut conducerea în campionat. Celălalt pilot de la Red Bull, Sergio Pérez, a câștigat cursa, iar Gasly de la AlphaTauri a terminat pe locul al treilea, completând un dublu podium pentru Honda. Verstappen și-a extins avantajul câștigând următoarele Mari Premii din Franța, Stiria și Austria – toate din pole position – marcând pentru prima dată din 1988 când Honda a câștigat cinci curse consecutive.

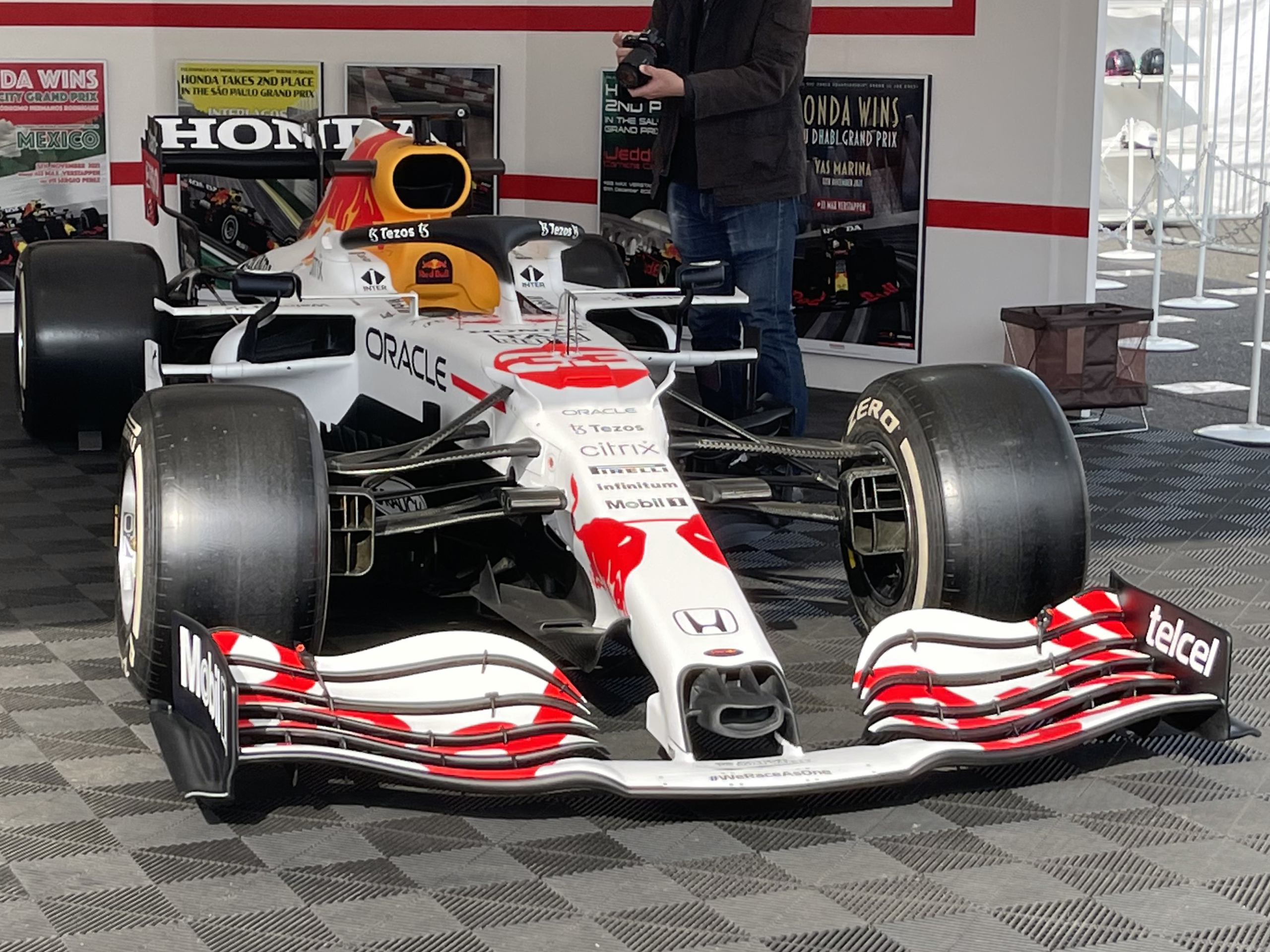
Atât Verstappen, cât și Pérez au terminat pe podium la Marele Premiu al Turciei din 2021, unde mașinile lor aveau o schemă de culori specială cu tematică Honda.

Verstappen a fost implicat în accidente în primul tur atât la Marele Premiu al Marii Britanii, cât și la cel al Ungariei, în niciunul dintre ele nefiind considerat a fi vinovat de către comisarii de cursă și, prin urmare, a pierdut conducerea în campionat în fața lui Hamilton. Pentru Marele Premiu al Belgiei, Honda a introdus o nouă celulă de energie pentru a crește și mai mult performanța și a reduce greutatea, după ce a început anul cu o unitate cu specificații vechi. Ulterior, Verstappen a recâștigat poziția de lider în campionat după ce a obținut victoria în Marele Premiu al Belgiei și al Țărilor de Jos, și și-a extins ușor avantajul după Italia, dar l-a pierdut din nou pentru scurt timp după ce a terminat pe locul al doilea în Rusia. El a preluat din nou conducerea campionatului după ce a terminat pe locul al doilea în Turcia, în timp ce Pérez a terminat pe locul al treilea pentru a-i oferi lui Honda un dublu podium, ambele mașini Red Bull având o schemă de culori specială cu tema Honda asupra înlocuirii Marelui Premiu al Japoniei anulat. Verstappen a câștigat următoarele două curse, în Statele Unite și Mexic, iar după trei locuri secunde în următoarele trei curse, a intrat în Marele Premiu de la Abu Dhabi, cursa finală a sezonului, la egalitate de puncte cu Hamilton. A luat pole position pentru cursă, dar a pierdut conducerea în fața britanicului la start; cu toate acestea, o repornire târzie după o perioadă de mașină de siguranță i-a permis să-l depășească pe Hamilton în ultimul tur pentru câștigarea cursei și a Campionatului Mondial. A fost primul campionat pentru Honda în treizeci de ani, Verstappen devenind primul campion mondial propulsat de Honda de la Ayrton Senna în 1991. Între timp, AlphaTauri a acumulat cele mai multe puncte într-un sezon (inclusiv era Toro Rosso), Gasly obținând nouă clasări în top șase, în timp ce debutantul japonez Yuki Tsunoda a terminat de șapte ori în puncte, cel mai bun rezultat fiind locul patru, iar echipa a terminat pe locul șase în clasamentul constructorilor. Red Bull a încheiat sezonul pe locul 2 în campionatul mondial al constructorilor. Odată cu câștigarea titlului lui Verstappen, Honda a devenit primul producător de motoare care a învins Mercedes pentru un Campionat Mondial în era turbo-hibrid și, de asemenea, au încheiat sezonul cu cele mai multe victorii.

## Statistici
| Sezon                                                               | Șasiu(ri)         | Motor                                       | Pneu | Nr.     | Piloți                                | Puncte | CMC |
| ------------------------------------------------------------------- | ----------------- | ------------------------------------------- | ---- | ------- | ------------------------------------- | ------ | --- |
| 2008                                                                | RA108             | RA808E 2,4 V8                               | B    | 16. 17. | Jenson Button Rubens Barrichello      | 14     | 9   |
| 2007                                                                | RA107             | RA807E 2,4 V8                               | B    | 7. 8.   | Jenson Button Rubens Barrichello      | 6      | 8   |
| 2006                                                                | RA106             | RA806E 2,4 V8                               | M    | 11. 12. | Rubens Barrichello Jenson Button      | 86     | 4   |
| 1969-2005: Honda nu a concurat în calitate de constructor de șasiu. |                   |                                             |      |         |                                       |        |     |
| 1968                                                                | RA300 RA301 RA302 | RA273E 3,0 V12 RA301E 3,0 V12 RA302E 3,0 V8 | F G  |         | John Surtees Jo Schlesser David Hobbs | 14     | 6   |
| 1967                                                                | RA273 RA300       | RA273E 3,0 V12                              | F    |         | John Surtees                          | 20     | 4   |
| 1966                                                                | RA273             | RA273E 3,0 V12                              | G    |         | Richie Ginther Ronnie Bucknum         | 3      | 8   |
| 1965                                                                | RA272             | RA272E 1,5 V12                              | G    |         | Richie Ginther Ronnie Bucknum         | 11     | 6   |
| 1964                                                                | RA271             | RA271E 1,5 V12                              | D    |         | Ronnie Bucknum                        | 0      | NC  |

### Statistici ca furnizor de motoare
| Constructor | Sezoane              | Victorii | Prima victorie                      | Ultima victorie             | Pole-uri | Primul pole                        | Ultimul pole                       |
| ----------- | -------------------- | -------- | ----------------------------------- | --------------------------- | -------- | ---------------------------------- | ---------------------------------- |
| Spirit      | 1983                 | 0        | –                                   | –                           | 0        | –                                  | –                                  |
| Williams    | 1983–1987            | 23       | MP de la Dallas din 1984            | MP al Mexicului din 1987    | 19       | MP al Franței din 1985             | MP al Mexicului din 1987           |
| Lotus       | 1987–1988            | 2        | MP al Principatului Monaco din 1987 | MP de la Detroit din 1987   | 1        | MP al statului San Marino din 1987 | MP al statului San Marino din 1987 |
| McLaren     | 1988–1992, 2015–2017 | 44       | MP al Braziliei din 1988            | MP al Australiei din 1992   | 53       | MP al Braziliei din 1988           | MP al Canadei din 1992             |
| Tyrrell     | 1991                 | 0        | –                                   | –                           | 0        | –                                  | –                                  |
| BAR         | 2000–2005            | 0        | –                                   | –                           | 2        | MP al statului San Marino din 2004 | MP al Canadei din 2005             |
| Jordan      | 2001–2002            | 0        | –                                   | –                           | 0        | –                                  | –                                  |
| Super Aguri | 2006–2008            | 0        | –                                   | –                           | 0        | –                                  | –                                  |
| Toro Rosso  | 2018–2019            | 0        | –                                   | –                           | 0        | –                                  | –                                  |
| Red Bull    | 2019–2021            | 16       | MP al Austriei din 2019             | MP de la Abu Dhabi din 2021 | 13       | MP al Ungariei din 2019            | MP de la Abu Dhabi din 2021        |
| AlphaTauri  | 2020–2021            | 1        | MP al Italiei din 2020              | MP al Italiei din 2020      | 0        | –                                  | –                                  |
| Total       | 1964–2021            | 89       | MP de la Dallas din 1984            | MP de la Abu Dhabi din 2021 | 90       | MP al Franței din 1985             | MP de la Abu Dhabi din 2021        |

Notă: Acest tabel include doar motoarele/unitățile de putere care au fost etichetate drept „Honda”; nu include motoarele „Mugen-Honda” din perioada 1992-2000, unitățile de putere „RBPT”, „Honda RBPT” din 2022-2024.